# Chiesa di Santa Felicita (Firenze)
La chiesa di Santa Felìcita è un luogo di culto cattolico di Firenze che si trova nel quartiere di Oltrarno, tra il Ponte Vecchio e palazzo Pitti, in piazza Santa Felicita, lungo via de' Guicciardini. Su di essa insiste l'omonima parrocchia, affidata al clero diocesano dell'arcidiocesi di Firenze.

## Storia

### Epoca paleocristiana

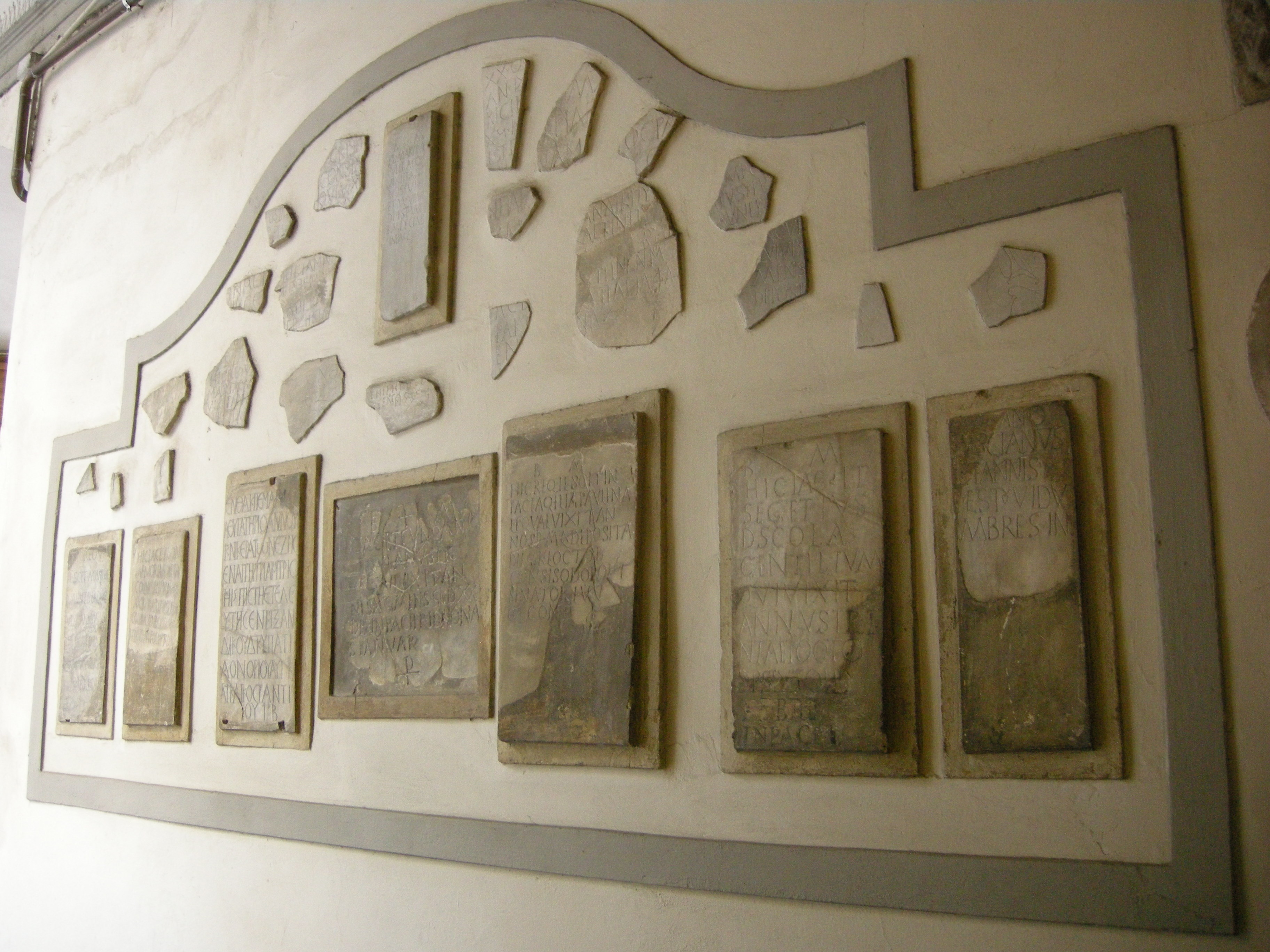
Iscrizioni romane e paleocristiane murate nell'ingresso del monastero

Come fondazione si tratta di una delle più antiche chiese della città, risalendo addirittura all'epoca romana, quando sorse nel luogo di un oratorio di pianta basilicale posto presso il cimitero paleocristiano. I resti delle sue tombe "alla cappuccina" sono ancora visibili sotto il pavimento della chiesa attuale. La quota così bassa, dovuta al restringimento artificiale dell'alveo dell'Arno, fa dire ad alcuni che si tratta di antiche catacombe cristiane. Dello stesso cimitero la chiesa conserva alcune lapidi scritte, perlopiù, in greco: già nel II secolo infatti nella zona risiedevano alcuni mercanti siriani che portarono il culto cristiano in città.
La prima chiesa era probabilmente di notevoli dimensioni e risaliva al periodo fra la fine del IV e l'inizio del V secolo, dedicata ad una santa, martirizzata a Cartagine all'epoca dell'imperatore Marco Aurelio. Alla fine degli anni 1940 una campagna di scavi della soprintendenza nella chiesa e nella piazza di Santa Felicita, fece emergere la basilica e le sepolture paleocristiane, con interessanti epigrafi funerarie attestanti la presenza di una comunità cristiana di lingua greca e di provenienza siriana.
Le uniche tracce visibili di quel periodo si trovano nel chiostro e vicino all'ingresso della canonica, dove nel Settecento furono sistemati materiali lapidari romani e paleocristiani (accanto ad altri tardo medievali).
Con la definitiva decadenza dell'impero romano le costruzioni fuori mura, come questa, rimasero facili vittime degli assedi e delle devastazioni di Goti e Longobardi che finirono col prendere possesso di Firenze. A queste vicende, molto probabilmente, si deve la distruzione della basilica paleocristiana. Nel sottosuolo esistono una serie di cunicoli, dai quali è possibile vedere anche un tratto dei resti della Via Cassia romana, alcuni metri sotto il livello del suolo odierno.

### Epoca romanica
Ma i fedeli fiorentini non intesero restare a lungo senza la loro chiesa e la ricostruirono subito accanto alla prima. In mezzo alle tombe alla cappuccina, sotto il pavimento di Santa Felicita, si possono vedere anche le basi delle colonne di quella seconda chiesa, le fondazioni di un muro semicircolare che dovette esserne l'abside ed il pavimento di una cappellina che, anche allora, si trovava sotto il pavimento della chiesa: forse la "cripta". Questa chiesa fu più piccola della precedente basilica, forse troppo per le ambizioni dei fiorentini di là d'Amo che, nel frattempo, andavano diventando sempre più numerosi e che, forse, in quella chiesetta non ci stavano più.
La costruzione della nuova chiesa avvenne nell'XI secolo e risale al 1055 (con il Concilio di Firenze che qui si svolse) la prima menzione documentaria di un annesso monastero di monache benedettine. Il 7 novembre 1059 papa Niccolò II consacrò la nuova chiesa e il nuovo monastero. La chiesa si trovava proprio al posto del cortile dal quale oggi si passa per entrare in canonica: il muro dove si trova il portone d'ingresso, molto probabilmente, era quello della sua facciata e l'altro, a destra, (che sotto l'intonaco fa vedere delle belle pietre squadrate) quello del fianco destro.
Di questa chiesa, di epoca e stile romanici, oggi restano solo pochi ma notevoli resti incorporati nelle case e nei locali di servizio in piazza Santa Felicita: tre colonne in rocchi di marmo verde, con capitelli romanici di buona fattura, due delle quali sostengono ancora una volta a crociera che si appoggia dall'altro lato su due peducci. Questi elementi, tutti insieme, ci fanno immaginare una chiesa a tre navate, di una discreta importanza.
Essa rimase aperta al culto fino al secolo tredicesimo e si può pensare che venisse abbandonata in seguito alla grande pestilenza del 1348, quella raccontata dal Boccaccio. Precauzioni di ordine igienico portarono poi a coprire i morti sotto strati di calce viva proprio in quelle chiese che li avevano accolti da ammalati e sotto i cui pavimenti erano poi stati sepolti. Simili depositi cimiteriali sono stati ritrovati anche nell'area della chiesa in occasione di scavi eseguiti dai proprietari delle case che ora vi sorgono.

### Epoca gotica

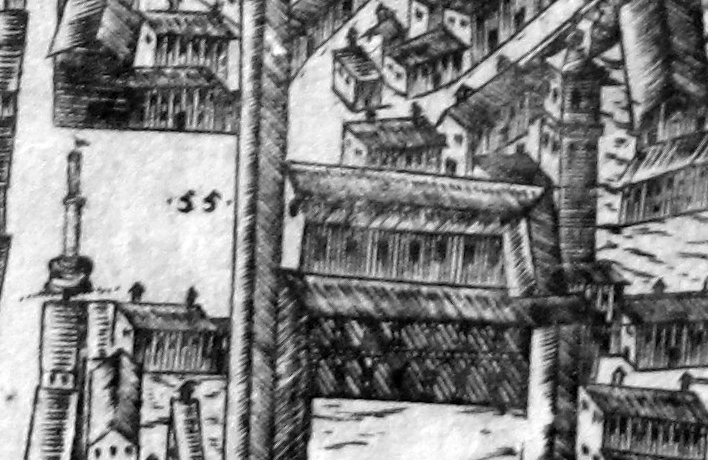
La chiesa gotica e il monastero nella pianta del Buonsignori (1584)

In seguito a quest'abbandono, le monache provvidero ad edificare una nuova chiesa di forme gotiche che dovette esser consacrata tra il 1348 e il 1354 (è del febbraio '54 il decreto vescovile di conferma dell'istanza dei Canigiani per l'erezione di un altare, avanzata già nel 1348). La sua facciata si presentava più bassa dell'attuale, con una grande finestra centrale, ancor oggi esistente ma poco visibile perché quasi nascosta dalla galleria che sarebbe stata costruita da Giorgio Vasari nel Cinquecento. I tre stemmi dei Guicciardini che vi sono rimasti, testimoniano dell'andamento dell'antico tetto a due falde.
La chiesa dovette essere tutta intonacata con pietra a vista solo negli angoli. La chiesa gotica ebbe dunque una sola navata (come ora), il transetto con cinque cappelle absidali di cui la centrale (quella dell'altare maggiore) leggermente più larga, separate da setti murari due dei quali sono rimasti, con parte dei loro affreschi (ora staccati) e dei costoloni delle volte a crociera, in due ambienti cui si accede dallo scannafosso della chiesa.
Di questo edificio si conserva, intatta, solo la Sala capitolare trecentesca con affreschi frammentari del 1387 ad opera di Niccolò di Pietro Gerini (Crocifissione e, nel soffitto, il Redentore e le Sette Virtù). All'esterno la Colonna di Santa Felicita ricorda una battaglia leggendaria avvenuta tra i miliziani di San Pietro Martire e gli eretici patarini.

### La ricostruzione

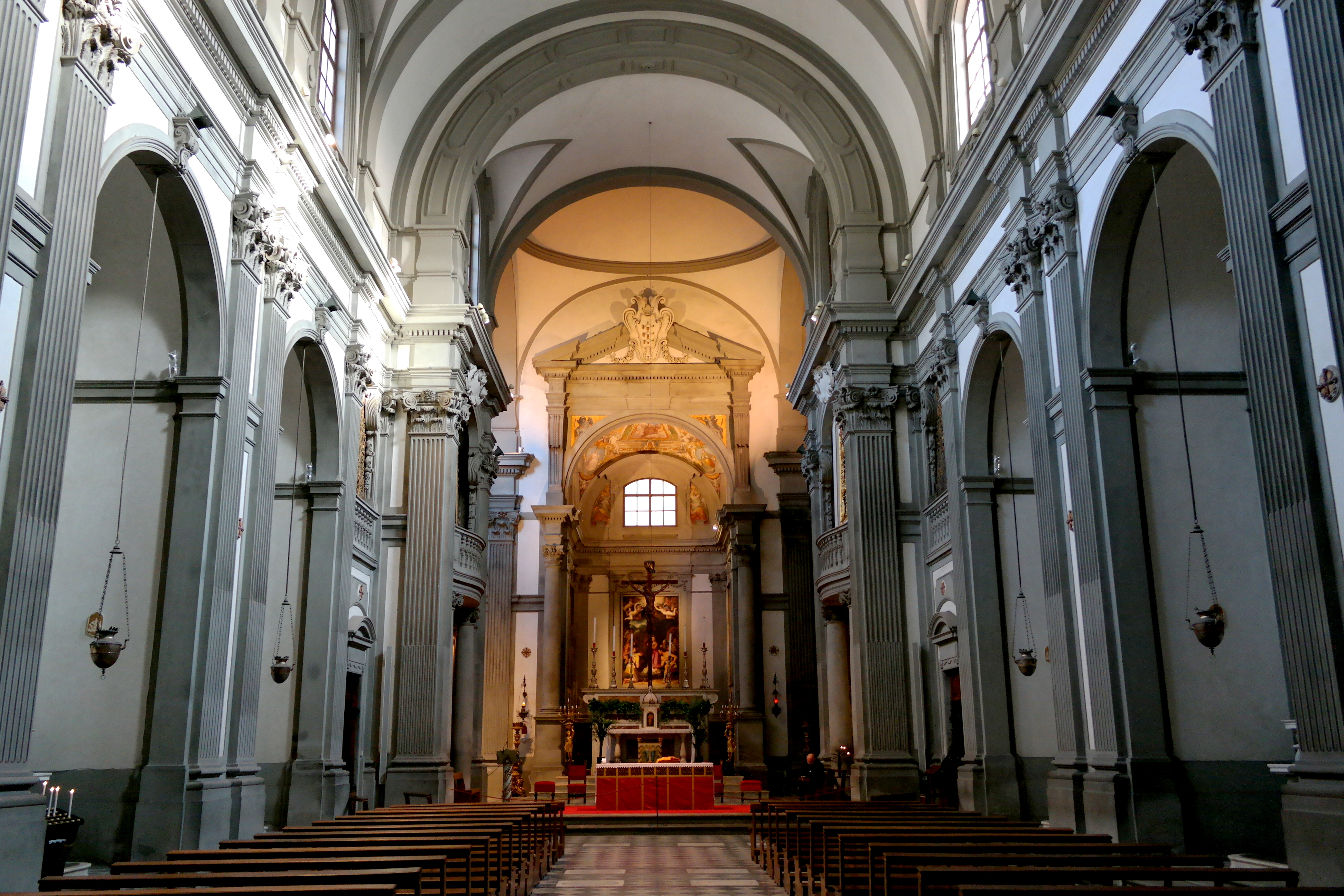
L'interno settecentesco

L'aspetto odierno risale infatti al XVIII secolo quando l'architetto Ferdinando Ruggieri la ristrutturò completamente. Seguendo un progetto di modernizzazione avviato dalla Controriforma, nel 1735 le monache proprietarie della chiesa diedero inizio alla ricostruzione che risparmiò solo le due simmetriche cappelle Barbadori-Capponi e Canigiani, in controfacciata, ed il coro seicentesco. Il Ruggieri si ispirò a modelli tardo-cinquecenteschi, nella ricerca di un chiaro ritmo classico nell'unica navata.
Una prima soppressione nel 1793 ad opera del Granduca Pietro Leopoldo non arrecò grandi mutamenti alla vita monastica, poiché le monache rimasero in Santa Felicita, mentre la soppressione napoleonica del 1808 mise definitivamente fine al monastero benedettino.

## Descrizione

### Esterno

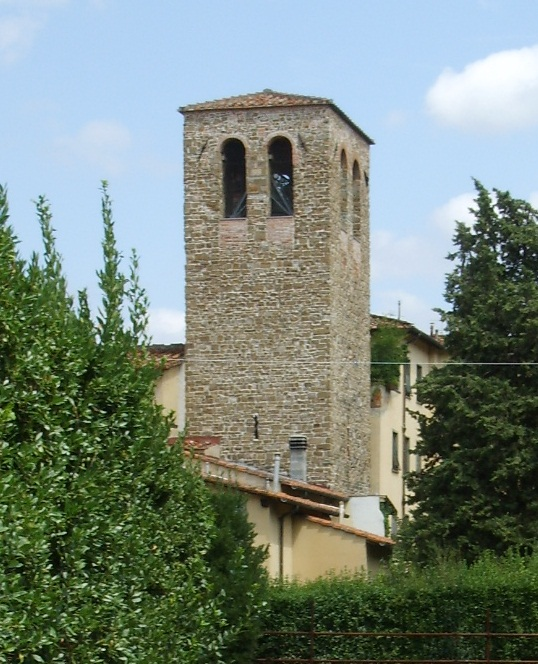
La torre dei Fifanti, torre campanaria della chiesa

L'esterno della chiesa è caratterizzato dalla facciata, a capanna, alla quale è addossato il Corridoio vasariano; questo passa al di sopra un portico a tre campate che si apre verso l'esterno con archi a tutto sesto poggianti su pilastri quadrangolari. Si accede all'interno tramite un unico portale centrale, affiancato dalle monofore che danno luce alle cappelle ad esso affiancate internamente. Sotto al portico si trovano varie sepolture di personaggi, tra le quali quella del cardinale Luigi de' Rossi, familiare di papa Leone X, e dell'artista Arcangela Paladini. Nella parte superiore della facciata si aprono due finestre ad arco ribassato.
In posizione arretrata vi è il campanile, costituito dall'antica torre dei Fifanti. Essa è a pianta quadrangolare e con paramento murario in pietre a vista; presenta nella parte superiore di ciascuna parete una coppia di monofore che si aprono internamente sulla cella campanaria. La copertura è costituita da un basso tetto piramidale.

### Interno

#### Aula

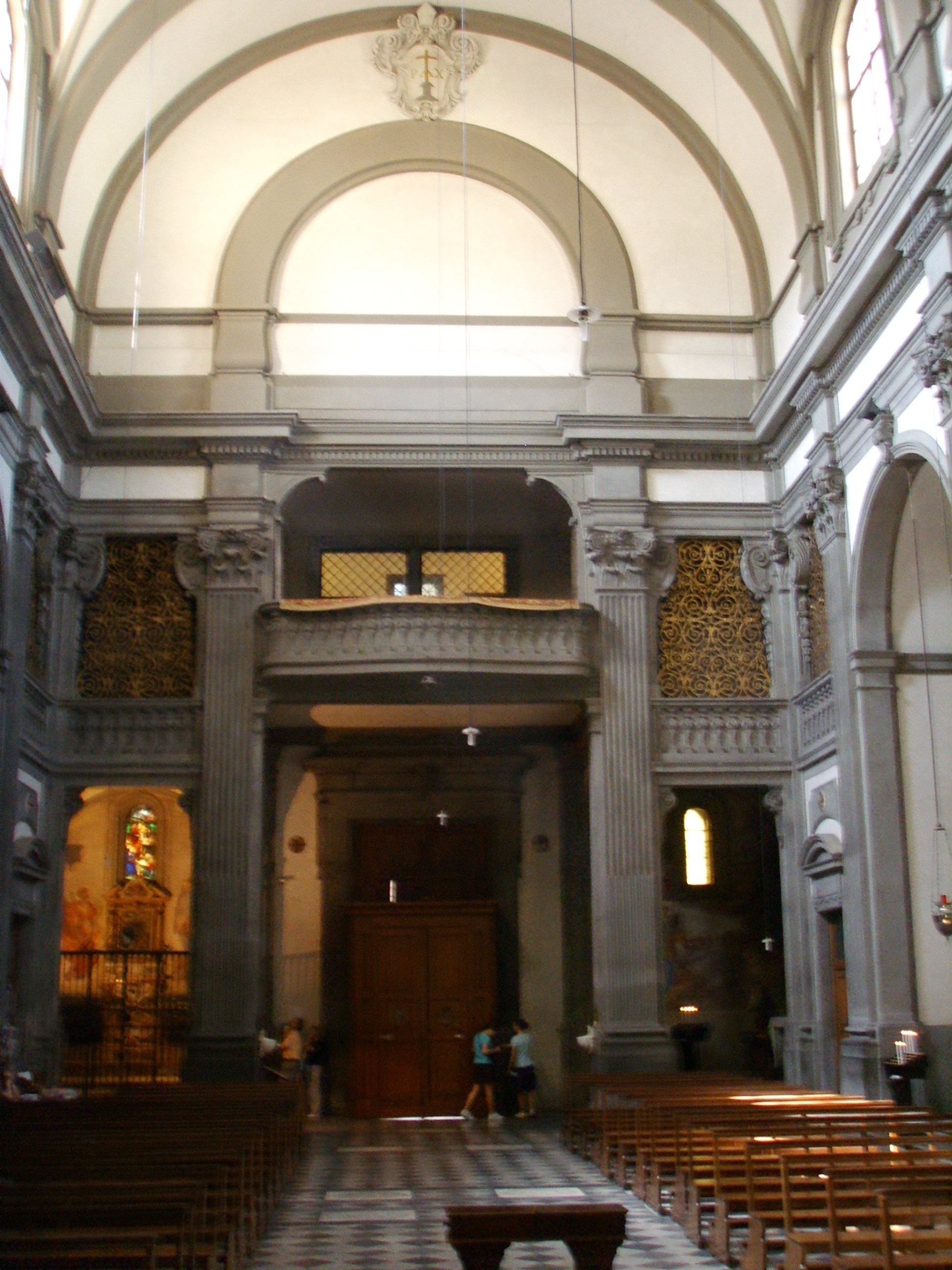
La controfacciata

L'interno della chiesa è a pianta a croce latina. L'aula si compone di un'unica navata coperta con volta a botte lunettata e illuminata da grandi finestroni ad arco ribassato, lungo la quale si aprono tre cappelle per lato. La controfacciata presenta ai lati del portale le cappelle Canigiani (a sinistra) e Barbadori-Capponi (a destra), e al di sopra di esse un palco comunicante con il retrostante Corridoio vasariano: la chiesa acquistò una grande importanza cittadina quando i Medici sfruttarono la sua posizione per il passaggio di quest'ultimo, nel 1565. Dal corridoio si poteva uscire per scendere sul palco (detto appunto del Granduca), modificato nel XVIII secolo. Da questa postazione i granduchi prima dei Medici e poi dei Lorena potevano assistere alle funzioni religiose senza dover scendere nell'aula. L'officiante, per portare loro la comunione, li raggiungeva salendo per una scala (a chiocciola prima e a rampa poi) che porta in un largo corridoio che passa sopra le cappelle laterali.
La navata comunica con il transetto tramite una campata leggermente più stretta, che presenta su ciascuna delle pareti laterali una cantoria con organo a canne e una sottostante cappella: quella di sinistra ospita un Crocifisso di Andrea Ferrucci (fine XV-inizi XVI secolo), già nella cappella omonima; quella di destra, invece, i monumenti funebri di Francesco di Thurn (m. 1766) e di Silvio Albergati (m. 1695, a destra).
Fra le sepolture presenti nella chiesa, vi è quella della famiglia Guicciardini (lo storico Francesco venne sepolto ai piedi dell'altare maggiore); vi è inoltre il cenotafio del senatore Ferrante di Niccolò Capponi, consigliere di Cosimo III de' Medici, morto il 14 gennaio 1688.

##### Cappella Canigiani
La cappella Canigiani si trova a ridosso della parete di controfacciata, alla sinistra della porta d’ingresso. La volontà di creare un pendant con la simmetrica cappella Barbadori portò, alla fine del XVI secolo, alla decorazione della cappella ad essa opposta, patronato dalla famiglia Canigiani, per mano di Bernardino Poccetti che realizzò il Miracolo di Santa Maria della Neve tra il 1589 ed il 1590. All'altare è una tavola di Andrea del Minga raffigurante l'Assunzione della Vergine, del 1590-1591. La cupola fu affrescata da Tommaso Gherardini con la Santissima Trinità nel 1770 circa.

##### Cappella Barbadori-Capponi

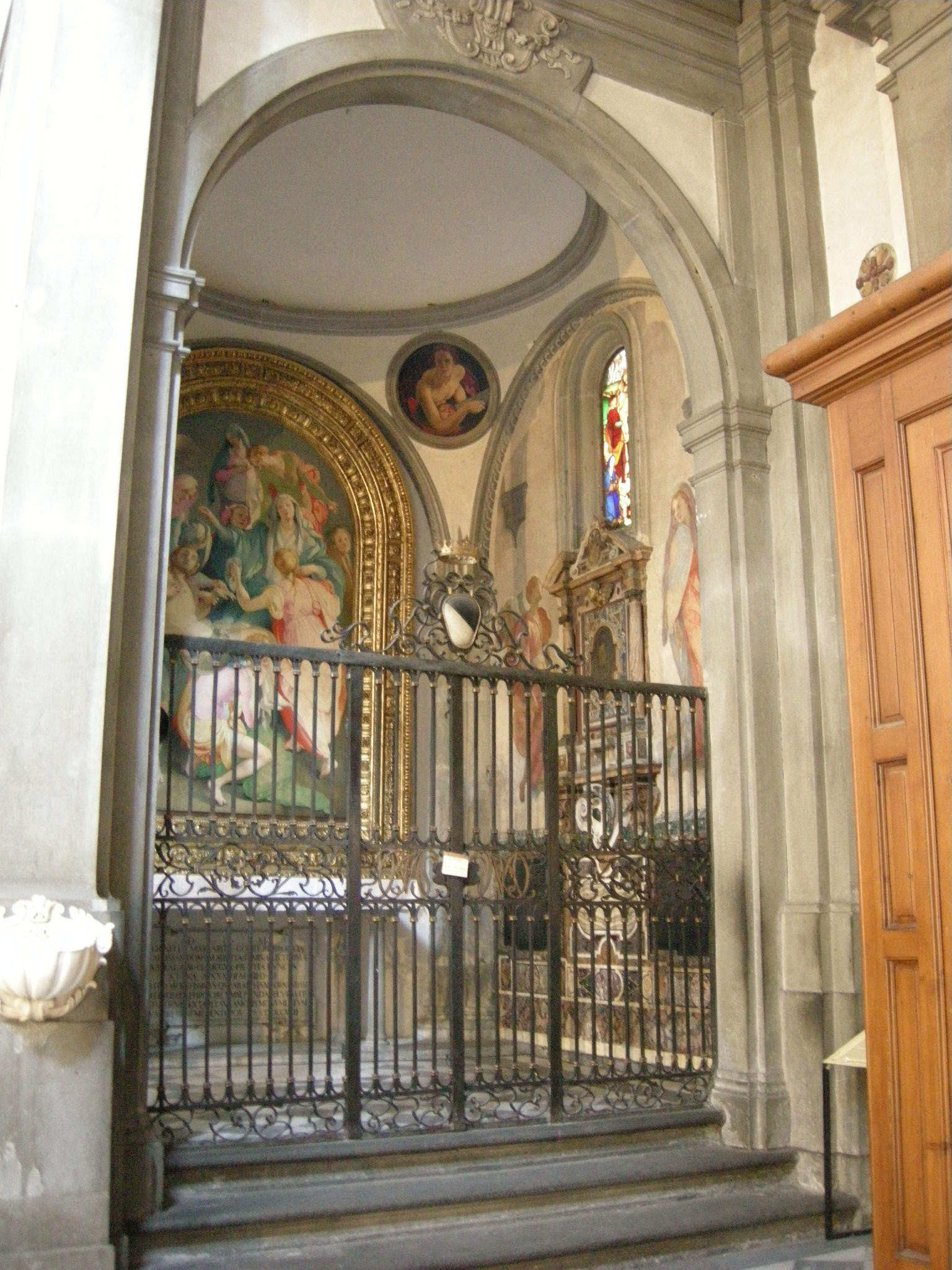
La cappella Barbadori-Capponi

Nonostante i molti rifacimenti sono presenti ancora alcune importanti capolavori del periodo rinascimentale, fra i quali la bellissima pala della Deposizione del Pontormo, che figura nella cornice dorata originale nella cappella Capponi sulla destra vicino all'ingresso. Questo piccolo spazio, progettato originariamente da Filippo Brunelleschi nel Quattrocento per la famiglia Barbadori, fu acquistato da Lodovico Capponi seniore nel 1525 e fatto ridecorare da Pontormo, con l'aiuto in parte dell'allievo e amico Agnolo Bronzino. Spicca sulla parete sud la già citata Deposizione o più esattamente il Trasporto di Cristo al sepolcro, vero capolavoro del manierismo, eseguito fra il 1525 ed il 1528, che presenta tutti caratteri più riconoscibili di questo stile: colori sgargianti ed innaturali, allungamento delle figure, composizione delle pose in maniera complessa. I personaggi sono come sospesi sulla tela ed esprimono diverse emozioni, dalla disperazione della Madonna alla rassegnazione. Il peso del Cristo sembra annullarsi nell'atmosfera luminosa e rarefatta. Questa scena appare quale tableau vivant ne La ricotta di Pier Paolo Pasolini. Accanto figura un altro importante lavoro, l'Annunciazione. Anche i medaglioni con gli Evangelisti sui pennacchi della cupoletta sono di Pontormo e dell'allievo Agnolo Bronzino. Un tempo era affrescata anche la volta (con un Dio Padre), ma è andata perduta nel settecento. La vetrata col Trasporto al sepolcro è una copia di quella che fu realizzata da Guillaume de Marcillat nel 1526, forse il più importante autore di vetrate policrome che portò la maestria d'oltralpe al servizio dell'estro creativo del tardo rinascimento toscano.

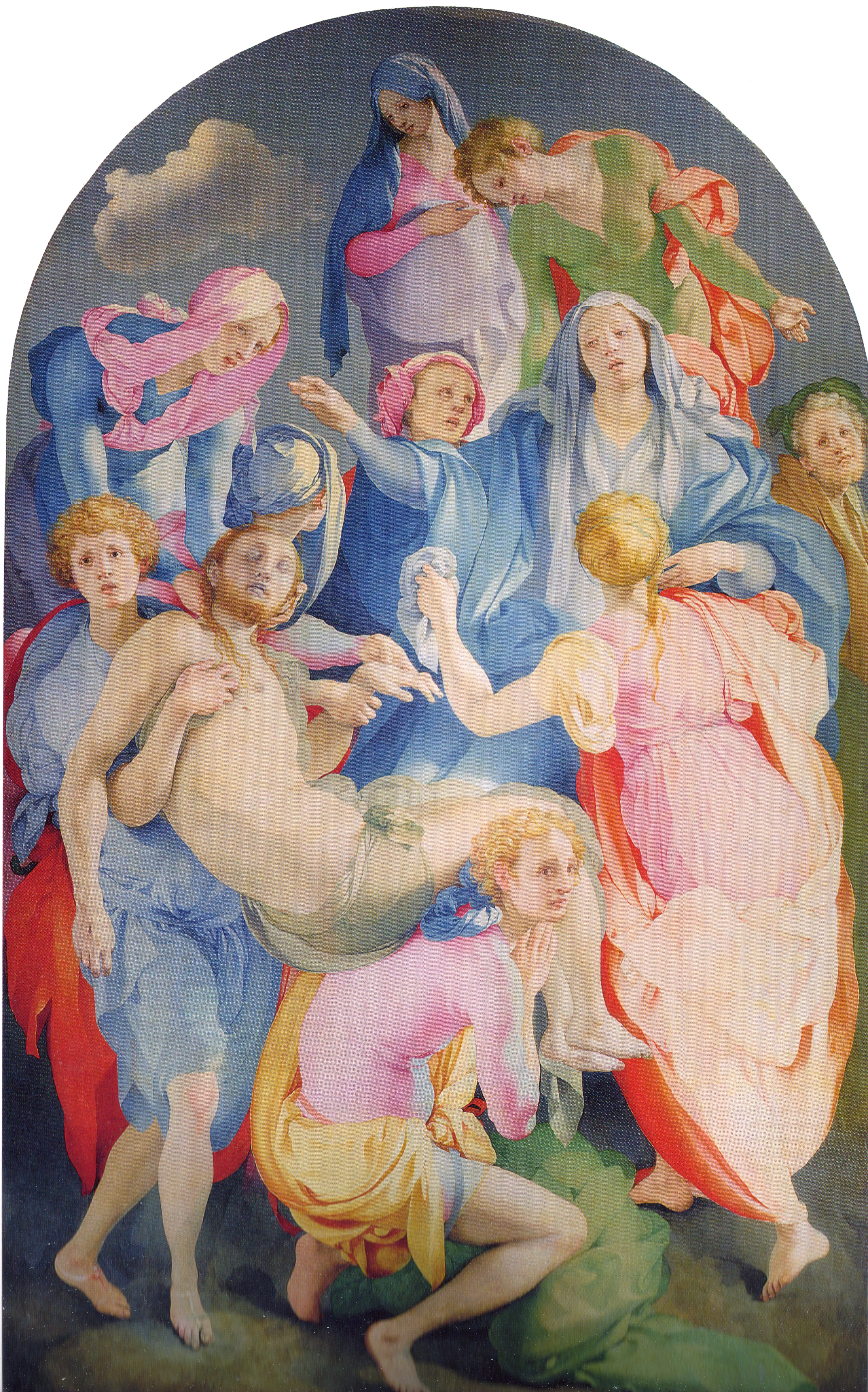
Pontormo, Deposizione
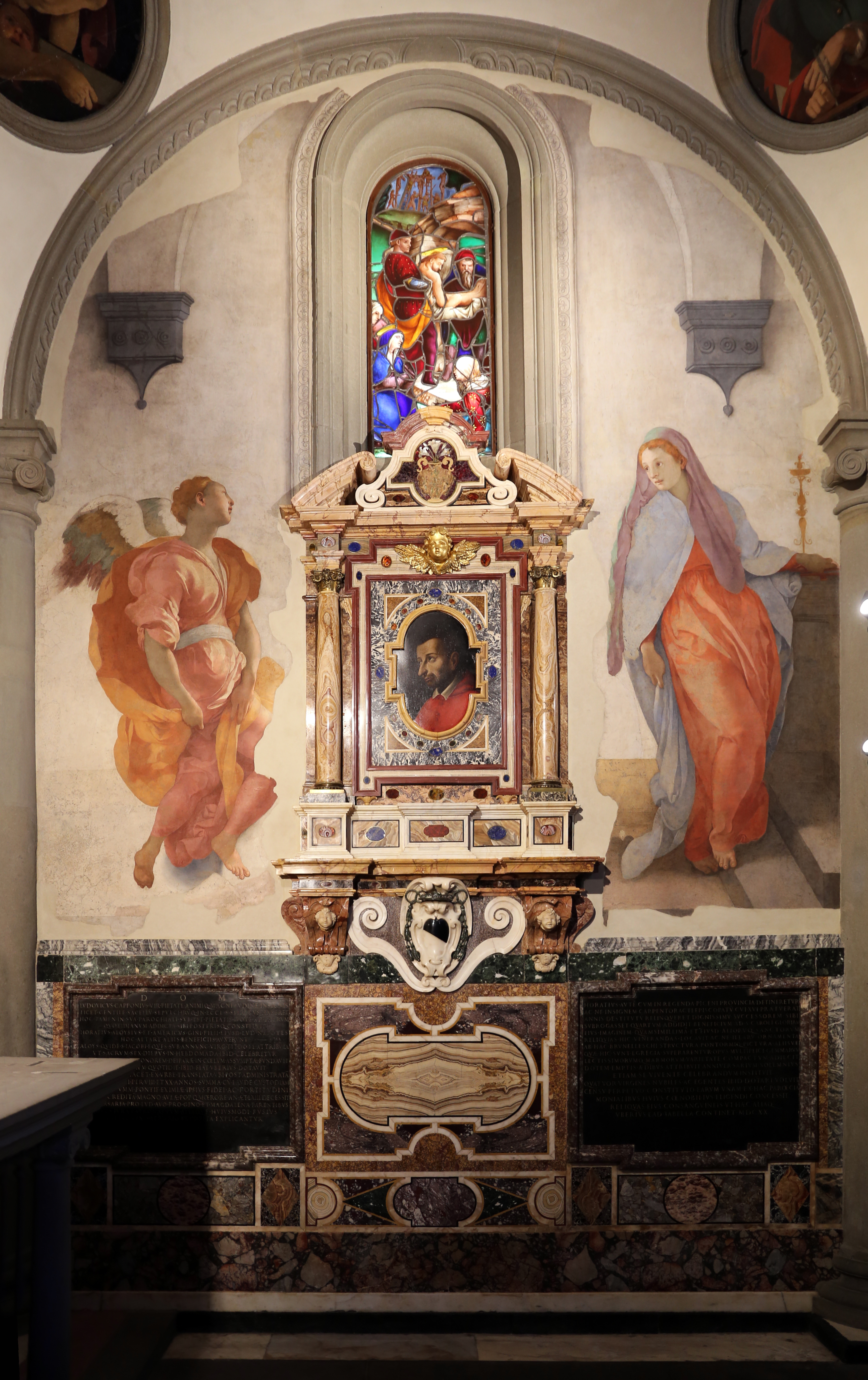
Pontormo, Annunciazione
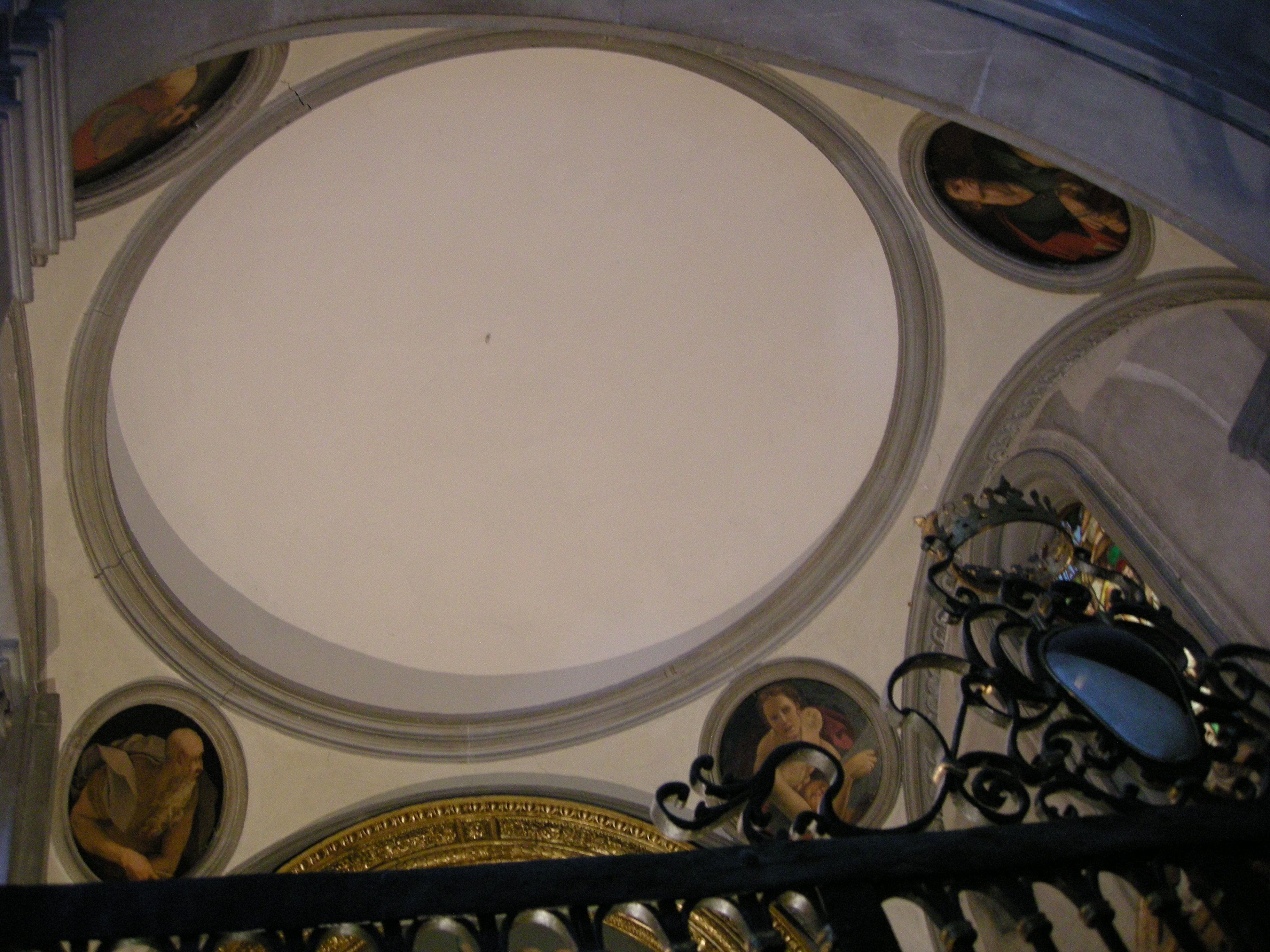
Pontormo e Agnolo Bronzino, medaglioni degli Evangelisti
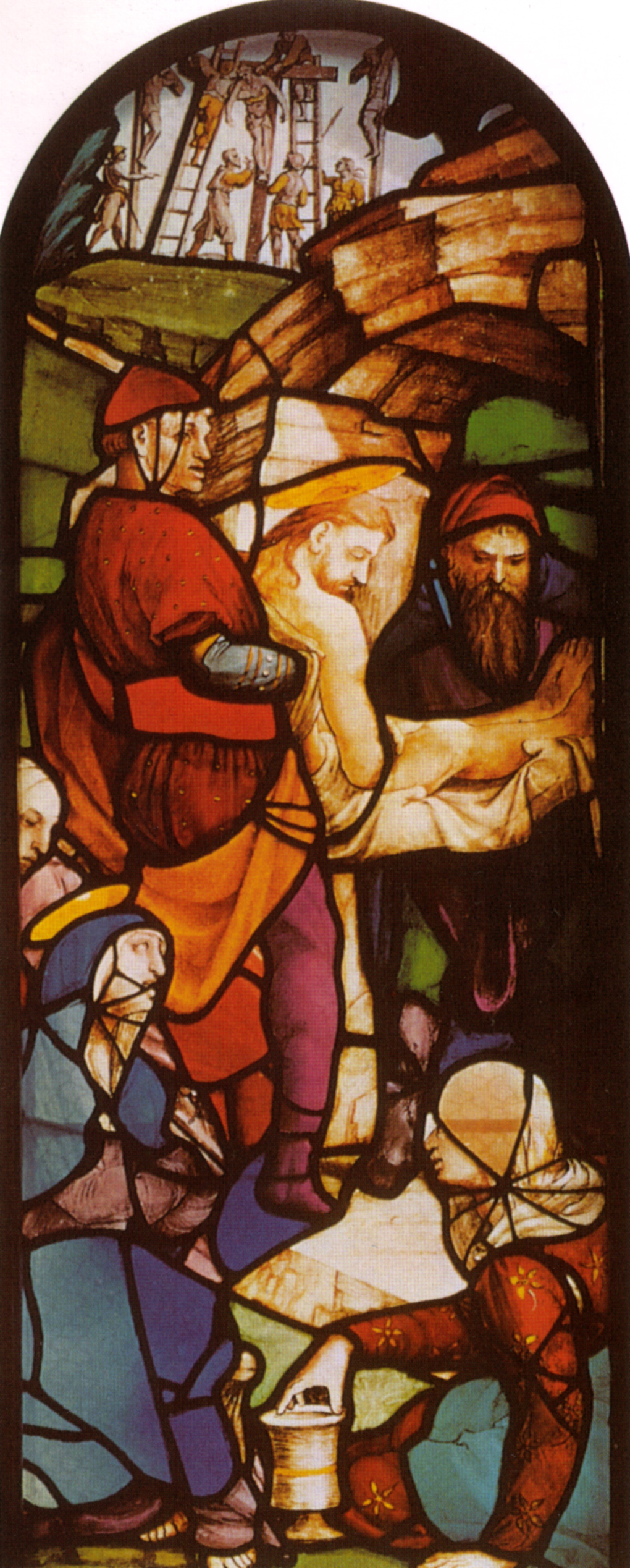
Guillaume de Marcillat, Trasporto al sepolcro (copia)

##### Cappelle della navata
La prima cappella di destra della navata è dedicata a santa Felicita martire; sull'altare, vi è il dipinto Santa Felicita esorta i figli al martirio di Giorgio Berti (post 1824), posto in luogo della tavola di Neri di Bicci Santa Felicita e i suoi sette figli, attualmente nella sacrestia. La cappella successiva, dedicata a san Gregorio Magno, accoglie la pala San Gregorio Magno compie un miracolo di Francesco Vellani (1747). La terza cappella è dedicata al Crocifisso e, sull'altare, vi è il dipinto Santa Felicita e il martirio dei Maccabei di Antonio Ciseri (1863).

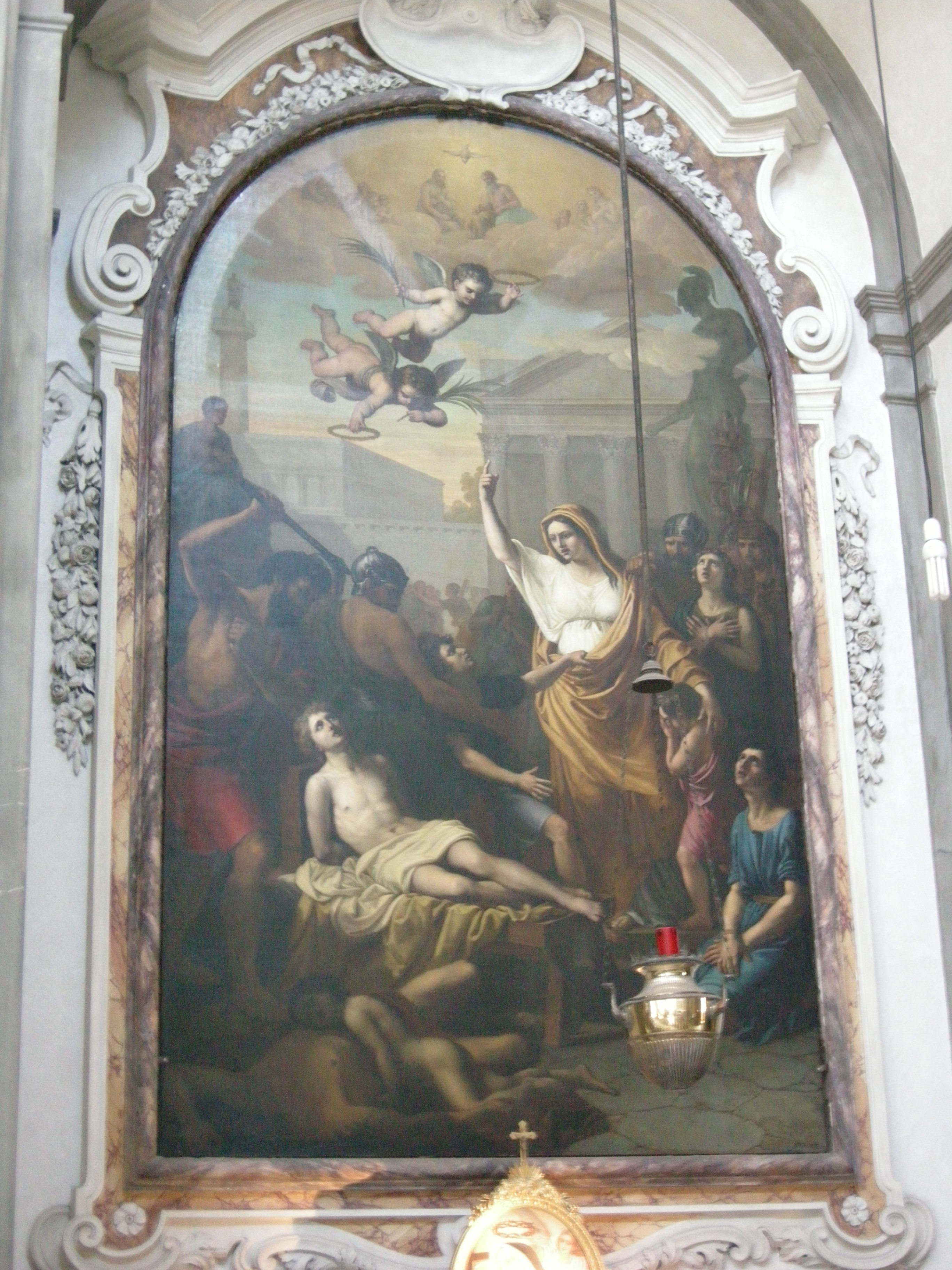
Giorgio Berti, Santa Felicita esorta i figli al martirio
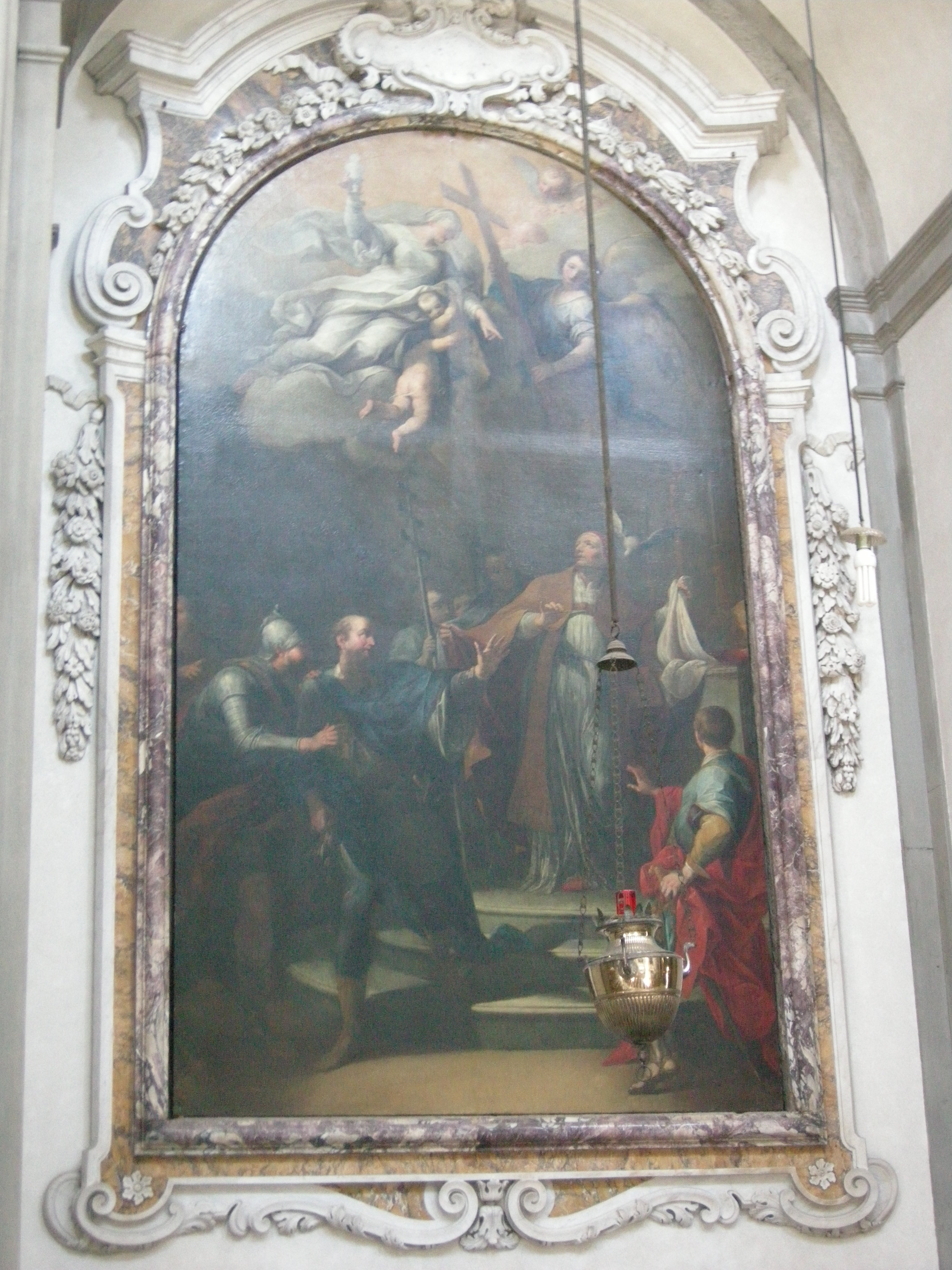
Francesco Vellani, San Gregorio Magno compie un miracolo
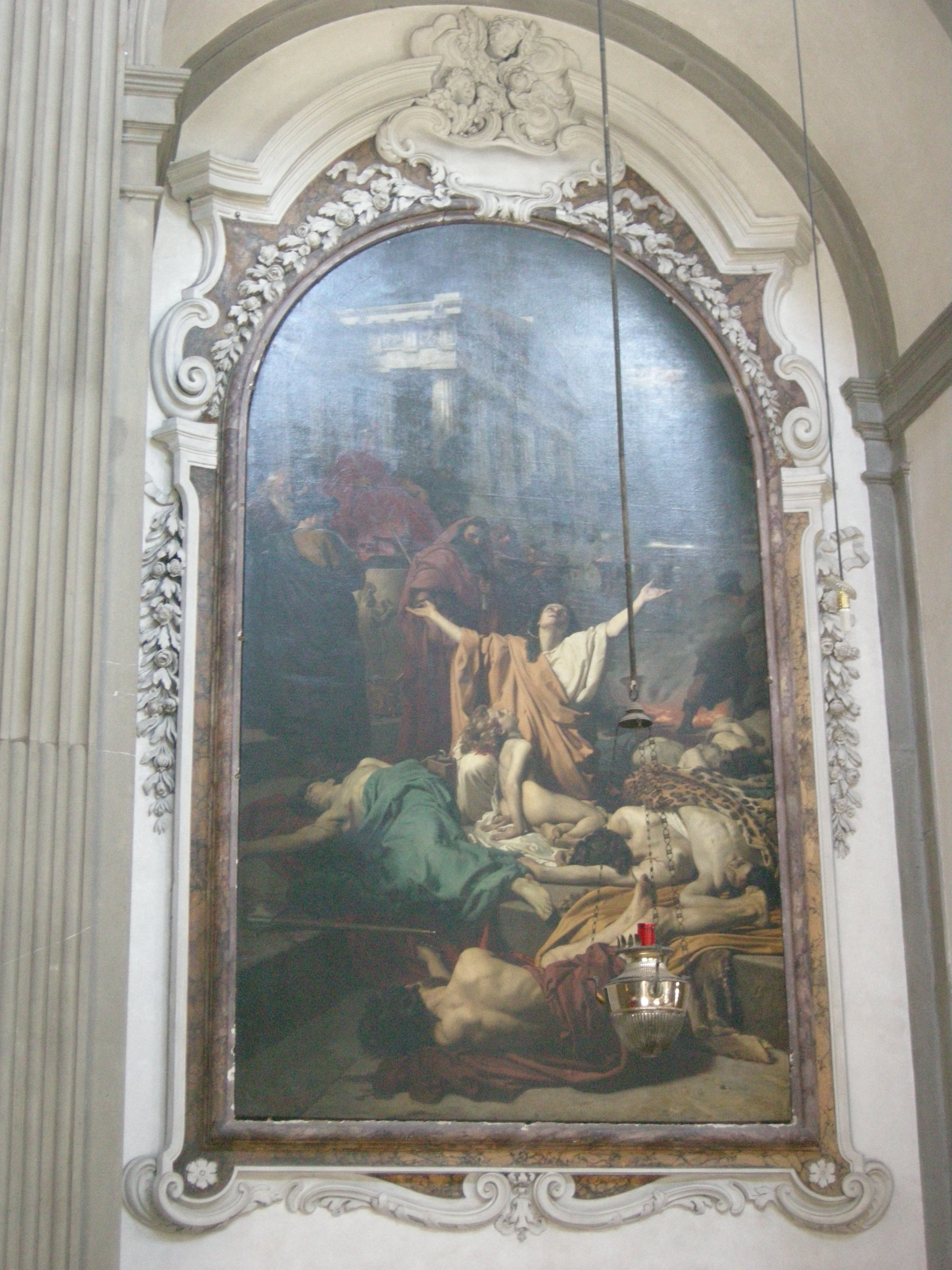
Antonio Ciseri, Santa Felicita e il martirio dei maccabei

La prima cappella di sinistra della navata è dedicata a san Sebastiano e il suo altare è sormontato dalla tela Martirio di san Sebastiano di Fabrizio Boschi (1617), proveniente dall'omonima cappella laterale distrutta nell'ambito dei restauri settecenteschi e posta fra quella di San Gregorio e del Crocifisso. La seconda è intitolata san Raffaele Arcangelo e al Santissimo Nome di Gesù; la pala è opera di Ignazio Hugford e raffigura Tobia in visita dal padre (1741). La cappella successiva, dedicata a san Luca evangelista e a san Luigi IX di Francia, ospita la tavola San Luigi di Francia invita a banchetto i poveri di Simone Pignoni (1682).

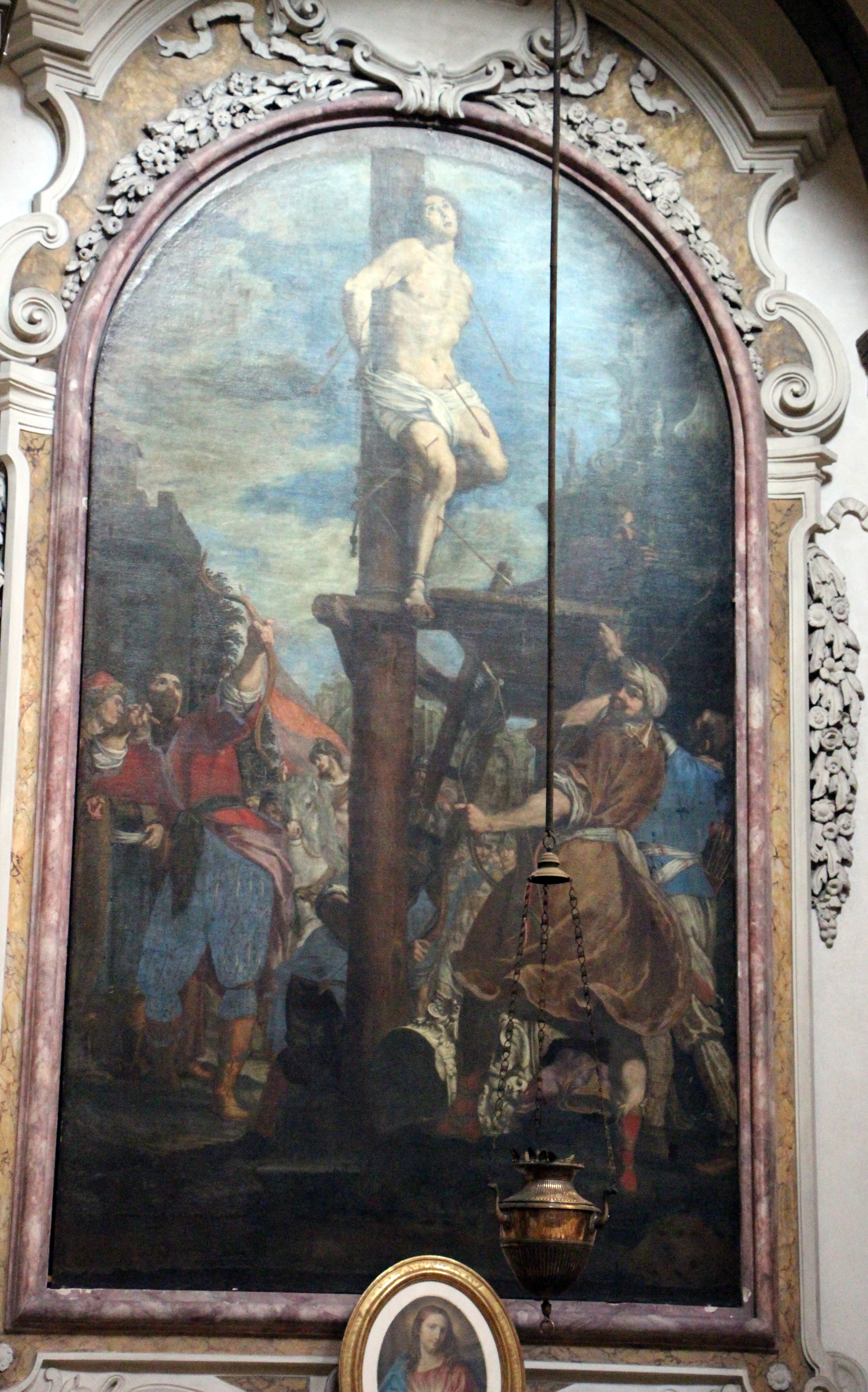
Fabrizio Boschi Martirio di San Sebastiano
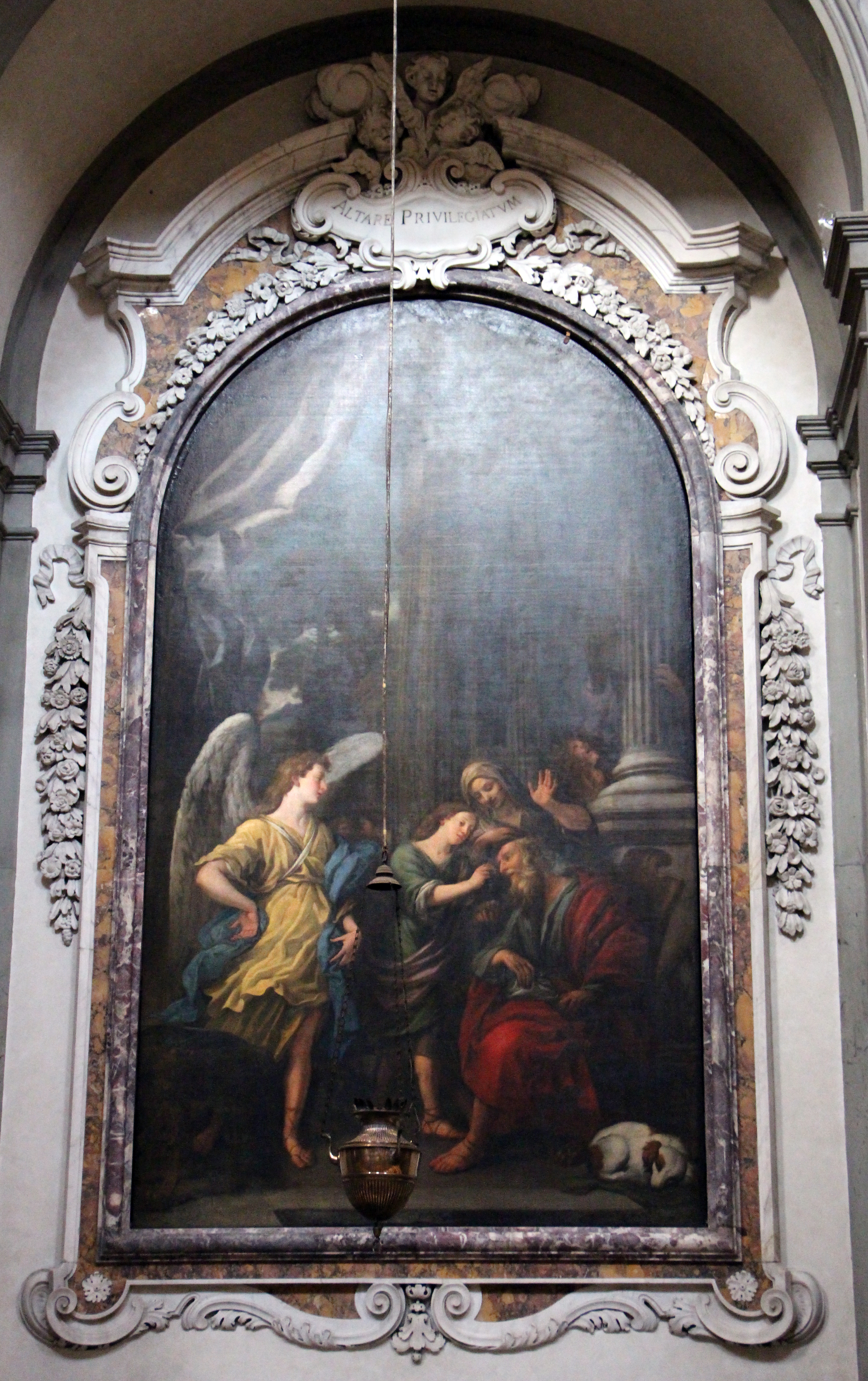
Ignazio Hugford, Tobia in visita dal padre
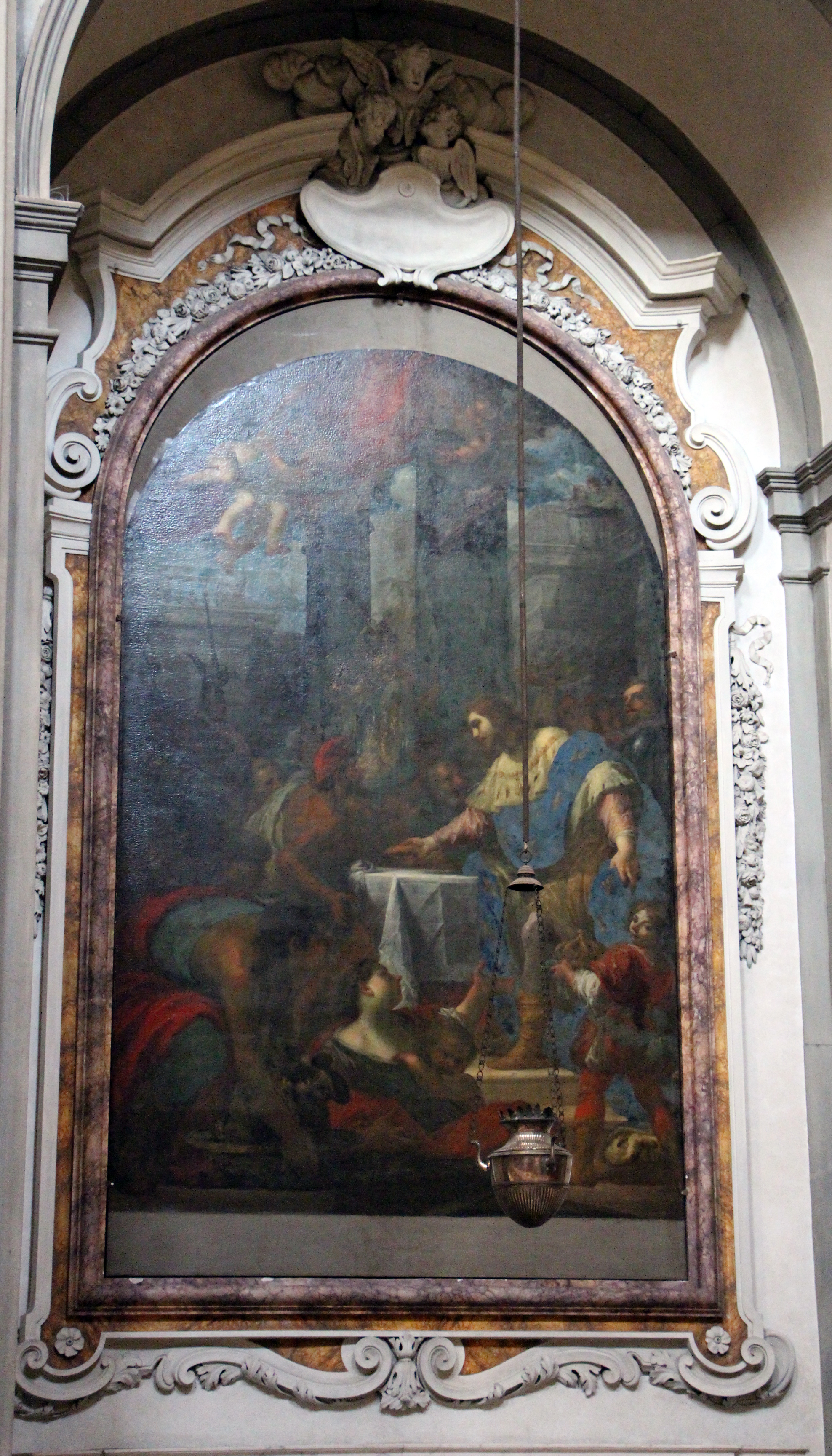
Simone Pignoni, San Luigi di Francia invita a banchetto i poveri

##### Organi a canne
Nella chiesa di Santa Felicita si trovano due organi a canne, collocati sulle due cantorie contrapposte dell'ultima campata della navata.
Lo strumento più antico è quello situato a destra: venne costruito prima del 1572 da Onofrio Zeffirini per la chiesa di San Giorgio alla Costa e, in occasione del trasferimento nell'attuale sistemazione, nel 1771 venne modificato e ampliato dai fratelli Antonio e Filippo I Tronci. La sua primaria peculiarità è la collocazione della consolle, che si apre a finestra nella parete posteriore della cassa (e non in quella anteriore), elemento caratteristico degli organi monacali (esso, infatti, venne costruito per la chiesa di un monastero) che permetteva di non mostrare la monaca organista. La facciata si articola in tre cuspidi di canne di principale, con bocche a mitria allineate orizzontalmente, inserite all'interno di altrettanti campi delimitati da rilievi lignei dorati. Lo strumento è a trasmissione integralmente meccanica e dispone di 6 registri, con unico manuale e pedale privo di registri propri.
L'organo sulla cantoria di sinistra venne costruito nel 1582 da Giovanni Battista Contini per l'antica chiesa di Santa Felicita, e fu modificato ed ampliato da Filippo II Tronci nel 1826; ha 16 registri. La cassa è caratterizzata, sulla parete anteriore, da una facciata in più campi, riccamente decorati a bassorilievo: ai tre centrali, se ne affiancano due con organetti morti; la mostra è composta da canne di principale con bocche a mitria. La consolle, a finestra, si apre nella parete anteriore della cassa; essa dispone di un'unica tastiera e pedaliera, con i registri azionati da manette a scorrimento laterale su due file, alla destra del manuale.

#### Capocroce

##### Transetto
La crociera è coperta da una cupola priva di lanterna e di tamburo. I due bracci del transetto sono anch'essi coperti con volta a botte; in ognuno di essi, lungo la parete orientale, si aprono due cappelle laterali. La cappella maggiore è introdotta da un grande arco in pietra serena sorretto da due colonne corinzie e sormontato da un timpano triangolare spezzato sorretto da due mensole, al centro del quale vi è lo stemma della famiglia Guicciardini.
Nel braccio di sinistra del transetto, a ridosso della parete di fondo, vi è un altare in marmi policromi, con tabernacolo riccamente decorato da intarsi; esso è sormontato dal dipinto raffigurante la Assunzione della Vergine con le sante Caterina da Siena e Margherita da Cortona (1677), attribuito al Volterrano. Sulla parete dirimpetto, trova luogo la pala con l'Incontro di sant'Anna e san Gioacchino attribuita a Michele di Ridolfo del Ghirlandaio e alla sua bottega, forse con l'intervento di Giovanni Brina, databile tra settimo e ottavo decennio del Cinquecento e proveniente dall'altare maggiore della chiesa di San Paolo.
La prima cappella del transetto a partire da destra è dedicata ai santi Sebastiano e Bartolomeo, di proprietà della famiglia Pitti; sull'altare vi è l'Adorazione dei Magi di Nicola Cianfanelli (1830 circa), posta in sostituzione della Pietà attribuita a Domenico di Zanobi (1470 circa), attualmente esposta presso la sacrestia. La seconda cappella è intitolata a san Giovanni evangelista, raffigurato nella pala d'altare dipinta nel 1786 da Leonardo Cambi; sulla parete di sinistra, la tela Beata Berta che riceve le chiavi del Monastero di Cavriglia, di Vincenzo Dandini (1671), proveniente dalla cappella sotto la cantoria di sinistra. Oltre l'abside, vi è la cappella della Madonna, già di santa Caterina d'Alessandria, con sull'altare lo Sposalizio della Vergine, di Gasparo Martellini (XIX secolo). Segue la cappella di San Frediano (o dei Rossi), con l'altare eretto da Caterina Pitti nel 1544 in memoria del defunto marito Brunoro de' Rossi nel quale venne  posta la tavola già realizzata l'anno precedente con la Trinità con i Santi Nicola da Tolentino, Verdiana, Pietro martire e Caterina d'Alessandria di Carlo Portelli, ampliata inferiormente da Ignazio Hugford nel XVIII secolo.

##### Cappella maggiore

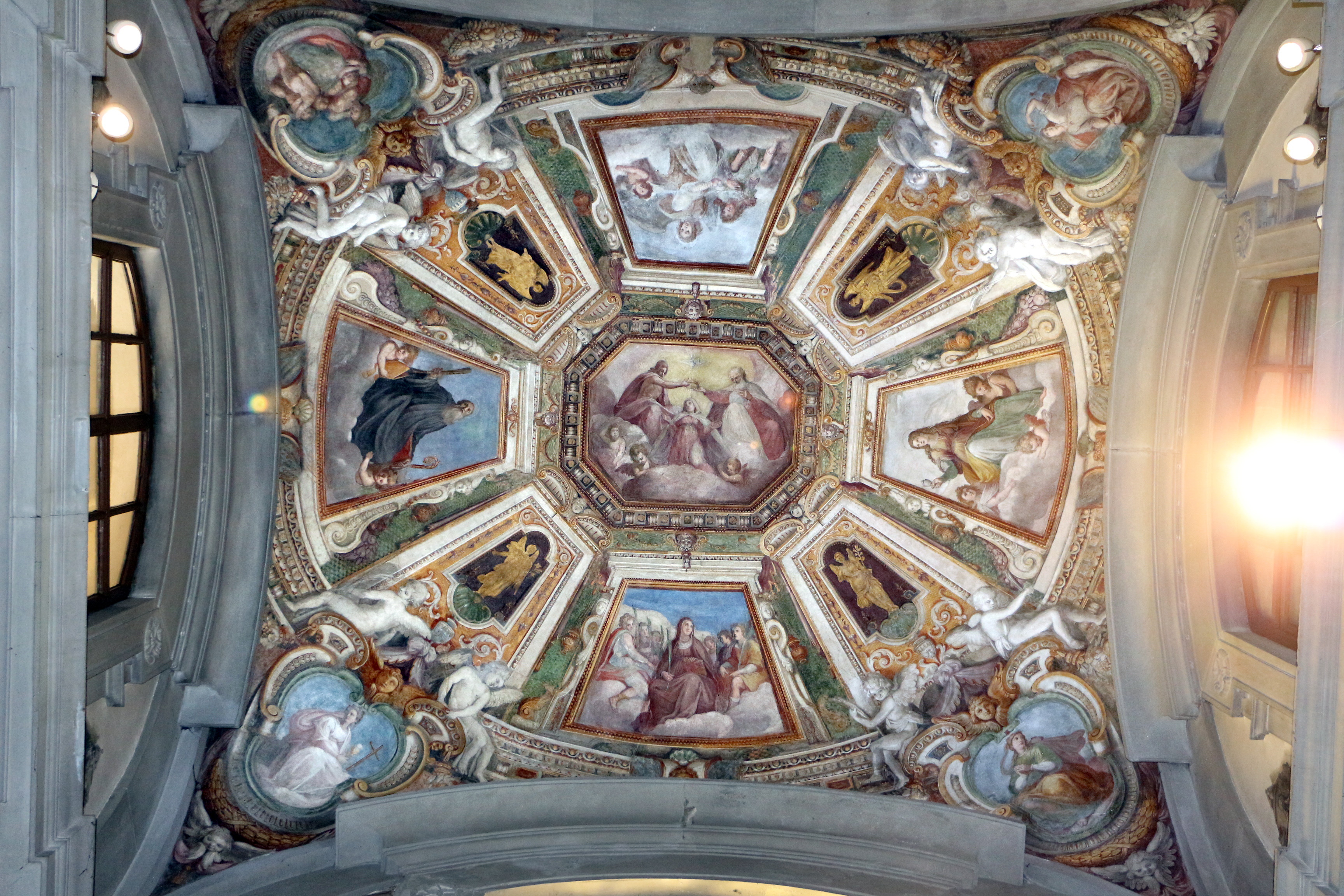
La volta della cappella maggiore

La cappella maggiore era di proprietà dei Guicciardini, che avevano il loro palazzo nell'attigua via che prende il nome proprio da questa famiglia; fu progettata dal Cigoli e i lavori di realizzazione si protrassero fino a quando venne decorato il soffitto da Michelangelo Cinganelli (1620 circa). Qui nel 1540 fu sepolto il grande storico Francesco Guicciardini. L'ambiente è a pianta quadrata e coperto con volta a vela; la decorazione a fresco si articola in diversi riquadri: nei pennacchi vi sono le Virtù; in corrispondenza dei quattro punti cardinali, Santa Felicita e figli martiri (est), San Benedetto (nord), Arcangelo Raffaele e Tobia (ovest) e Santa Maria Maddalena (sud); al centro, l'Incoronazione della Vergine. Le pareti sono scandite da elementi architettonici in pietra serena, quali un alto cornicione che corre alla base dell'imposta della volta, e lesene corinzie; al centro della parete fondale vi è la pala con l'Adorazione dei Pastori, attribuita a Francesco Brina (1587). L'altare maggiore, posto sotto l'arco absidale, è in marmi policromi ed è sormontato da un crocifisso ligneo.

### Sacrestia

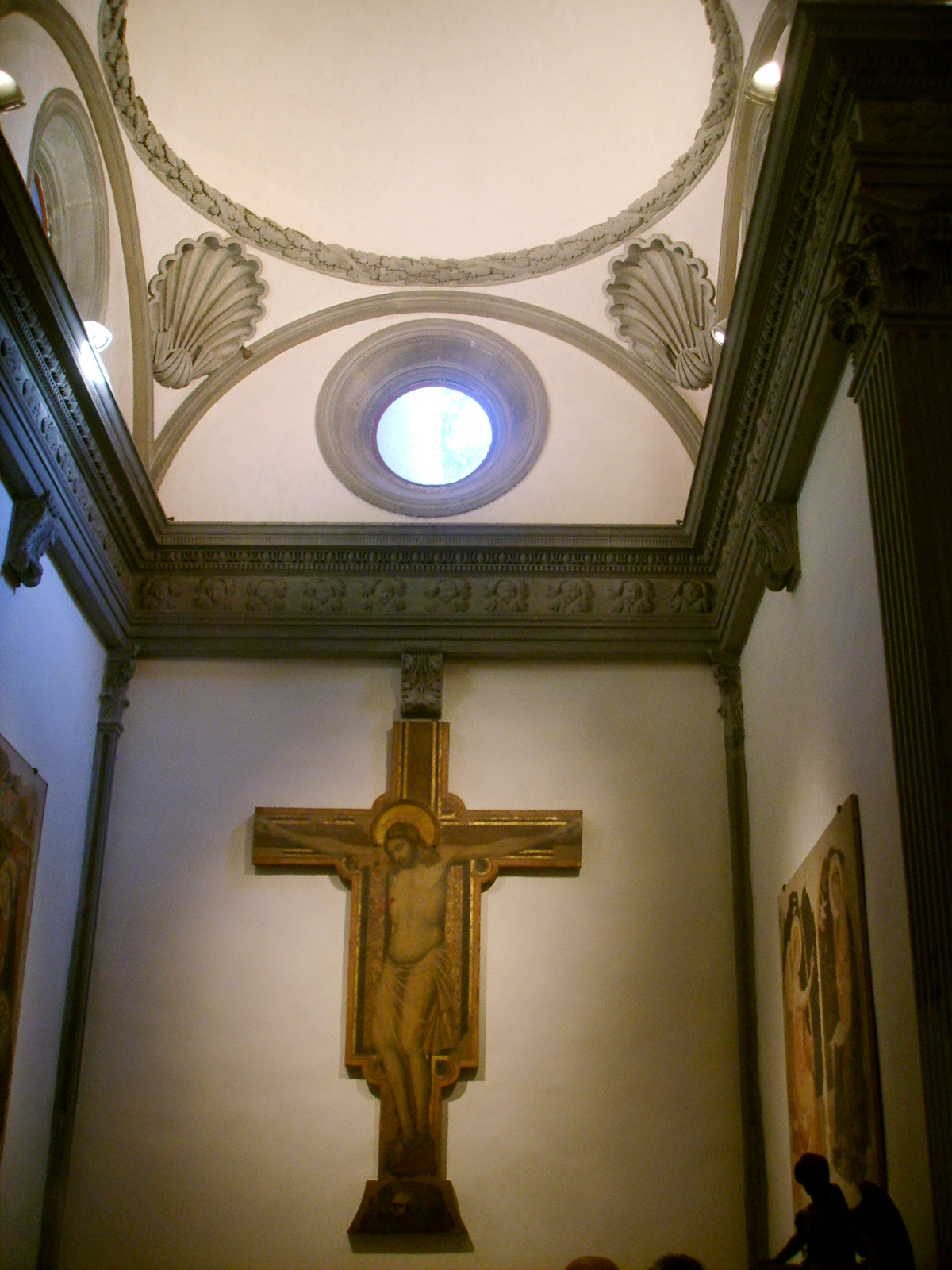
L'abside della sacrestia con il Crocifisso di Pacino di Buonaguida

Anticamente la chiesa possedeva una piccola sagrestia, stretta e con un ingresso disagevole, posta dietro l'attuale coro della Cappella maggiore. Fu spostata poi nel sito attuale ma in dimensioni molto ridotte, finché il cavaliere Giovanni di Antonio Canigiani non lasciò la disposizione testamentaria di finanziare una nuova sagrestia, nel 1473: ispirata in piccolo al modello brunelleschiano della Cappella Pazzi, venne edificata come un cubo sormontato da cupola e intonacato di bianco con i contorni delle strutture portanti profilati in pietra serena; sul lato est si apre l'abside a base quadrata lunga un terzo della lunghezza complessiva della parete principale (un nono se si considera la superficie della base) e sormontata da una cupoletta decorata da conchiglie in pietra ai quattro angoli. Durante l'Ottocento vennero apportate alcune modifiche (spostata la porta, sbassato il pavimento, sostituiti gli arredi) e creato un lavamani in pietra (1840); l'altare e le vetrate colorate negli oculi risalgono al 1889.
In seguito ai restauri del 2006 nella sagrestia è stata allestita una riaccolta di opere d'arte. Le opere esposte sono:
- Madonna con Bambino detta Madonna Nerli della bottega di Filippino Lippi vicino all'ingresso (inizi del XVI secolo)
- Crocifisso di Pacino di Buonaguida (1310 circa), sopra l'altare.[16]
- Annunciazione e Natività, coppia di affreschi staccati attribuiti a Niccolò di Pietro Gerini (1390 circa), sulle pareti dell'abside.
- Santa Felicita con i suoi sette figli di Neri di Bicci (1464), con la predella dello stesso autore raffigurante il Martirio dei sette fratelli Maccabei, anticamente collocati nella prima cappella di destra della navata.[17]
- Madonna in trono con Bambino attribuita a Giovanni del Biondo (1360 circa), con predella raffigurante Imago pietatis, Sant'Antonio Abate e Santa Caterina d'Alessandria, forse non coeva con la tavola.
- Madonna in trono con Bambino, quattro angeli e i santi Giacomo Maggiore, Giovanni Battista, Luca e Filippo e cimase con Profeti di Taddeo Gaddi (1365 circa): il grande polittico è l'opera più importante della sagrestia, tappa obbligata nello studio del più importante allievo di Giotto, esposta al termine di un restauro conclusosi nel 2006.
- Madonna con Bambino in terracotta policroma invetriata della scuola di Luca della Robbia (1470), proveniente da un tabernacolo della zona.
- Pietà del Maestro della Natività Johnson (attribuzione), datata 1470, già in una cappella della famiglia Pitti nella chiesa.
- Adorazione dei Magi attribuita a Mariotto di Cristofano (prima metà del XV secolo)
- Sposalizio mistico di Santa Caterina d'Alessandria, attribuita a Bicci di Lorenzo (prima metà del XV secolo), affresco staccato dall'antico coro delle monache.

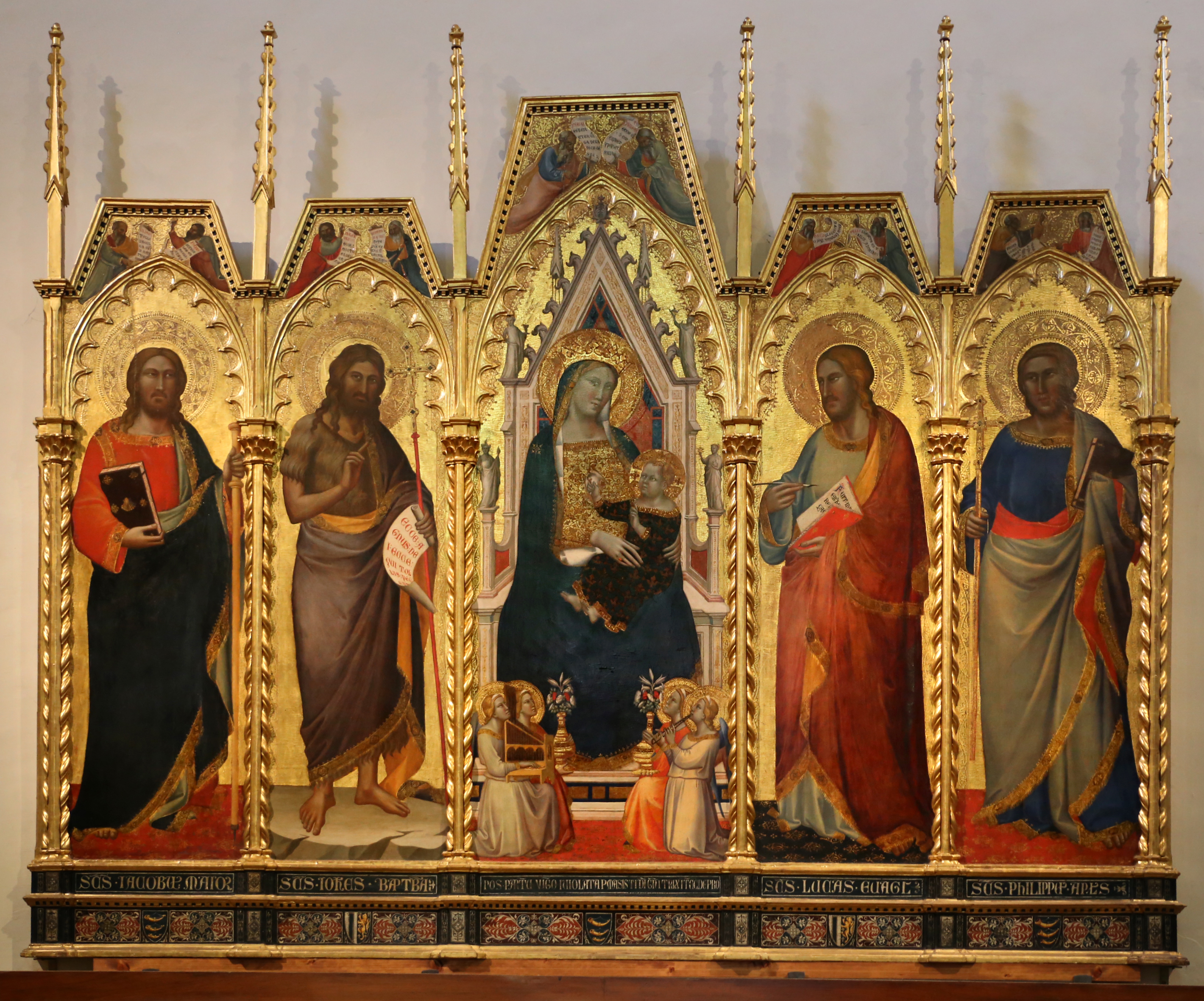
Il polittico di Taddeo Gaddi in sacrestia, (restaurato nel 2006)
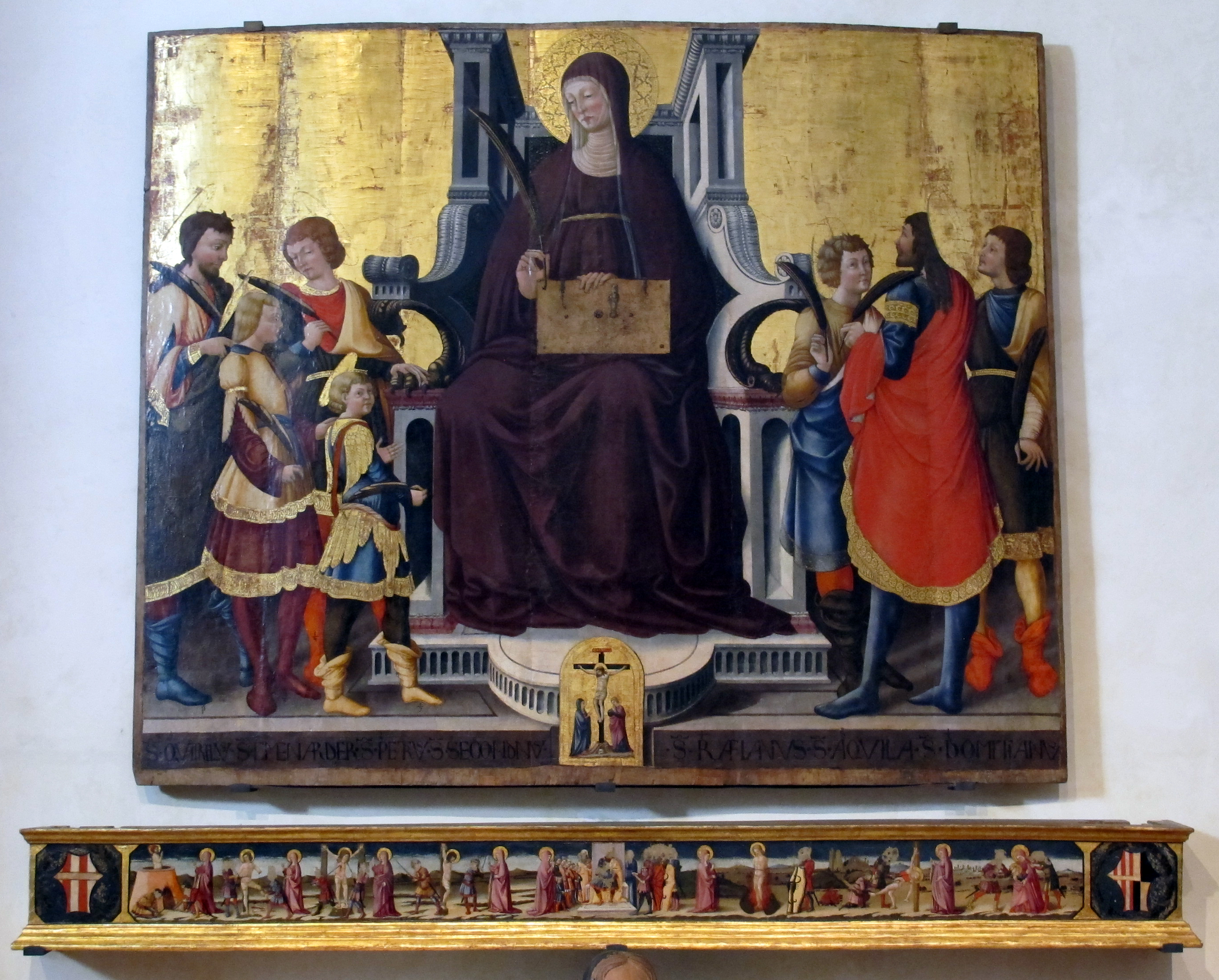
Neri di Bicci, Santa Felicita e i suoi sette figli, con predella
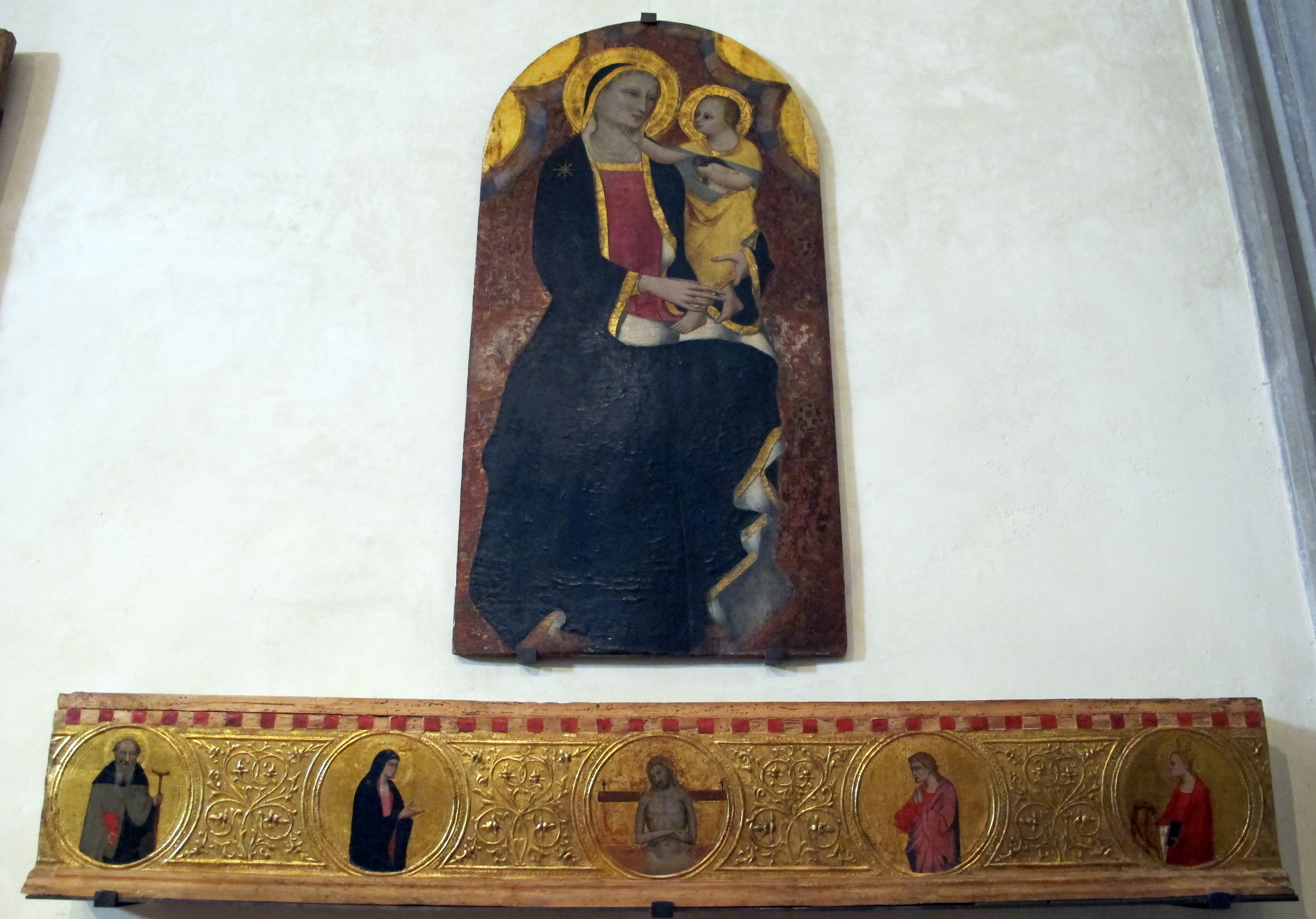
Giovanni del Biondo, Madonna con bambino e predella
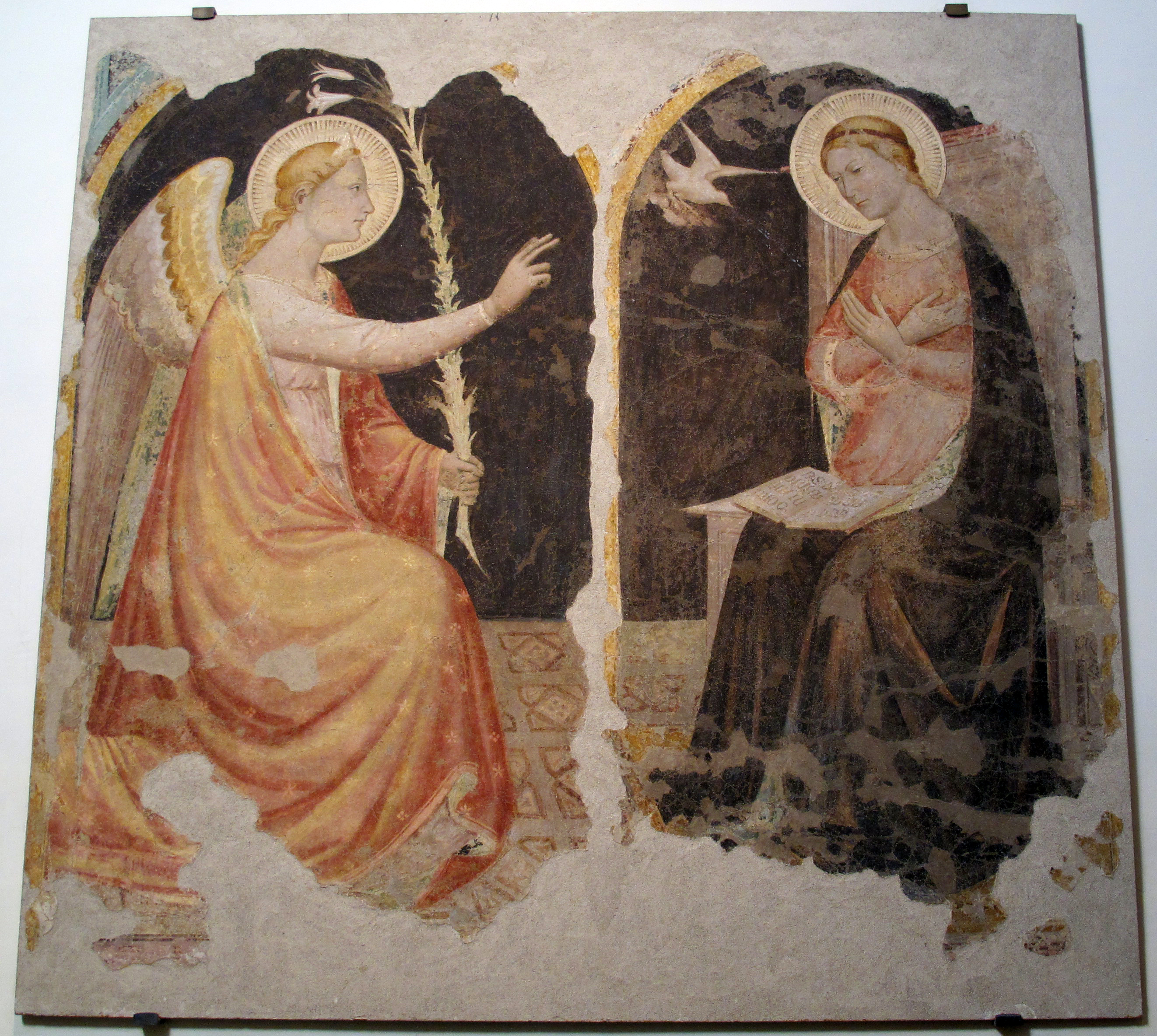
Niccolò di Pietro Gerini, Annunciazione, affresco staccato

### La sala capitolare

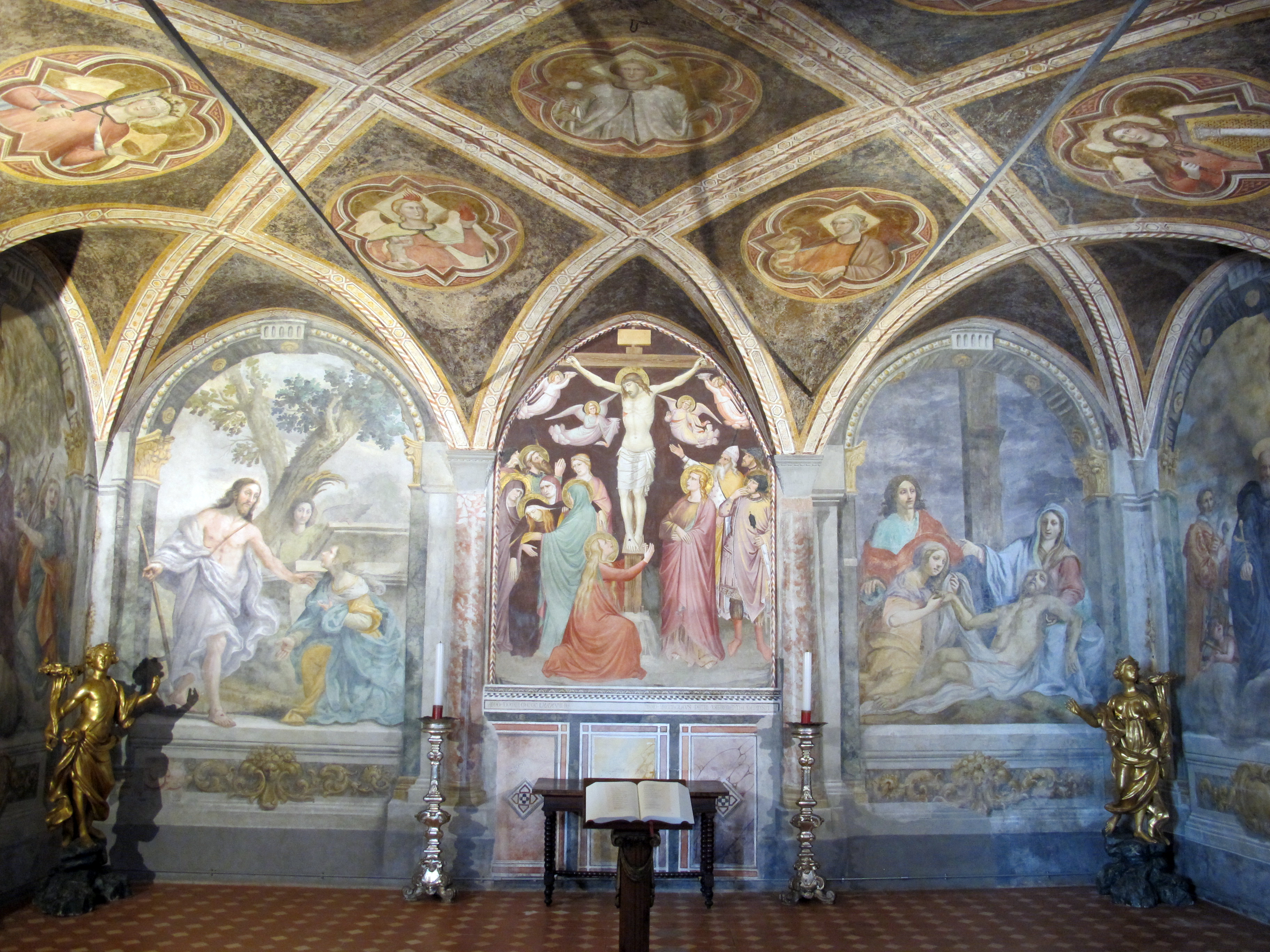
La sala capitolare

La sala capitolare è l'unico luogo rimasto della chiesa medievale: edificata tra il 1383 e il 1387, qui si riunivano le monache. Si trova a ridosso della parete occidentale della sacrestia ed è a pianta rettangolare.
La decorazione parietale fu affidata a Niccolò di Pietro Gerini, che dipinse tutto l'ambiente, anche se oggi rimangono solo la Crocefissione, salvata dai restauri seicenteschi per la particolare devozione delle religiose, il soffitto con il Cristo benedicente e le Virtù Cardinali e Teologali, assieme ad altri frammenti presenti come affreschi staccati qui e nella sagrestia. Della sua scuola è l'affresco staccato Angeli con ostensorio.
Nel 1665 le pareti vennero quasi completamente riaffrescate da Cosimo Ulivelli, che si avvalse della collaborazione di Agnolo Gori per la pittura delle architetture illusionistiche. Le scene raffigurate sono: Santa Felicita, i suoi sette figli e l'Arcangelo Raffaello (parete nord), Cristo "ortolano" appare alla Maddalena e Compianto sul Cristo morto (parete est, attorno alla Crocefissione del Gerini), San Lorenzo e San Giovanni Gualberto e Beato Gualdo Galli da Fiesole dà le chiavi del convento alla Beata Berta (una beata già monaca nel convento, parete sud).

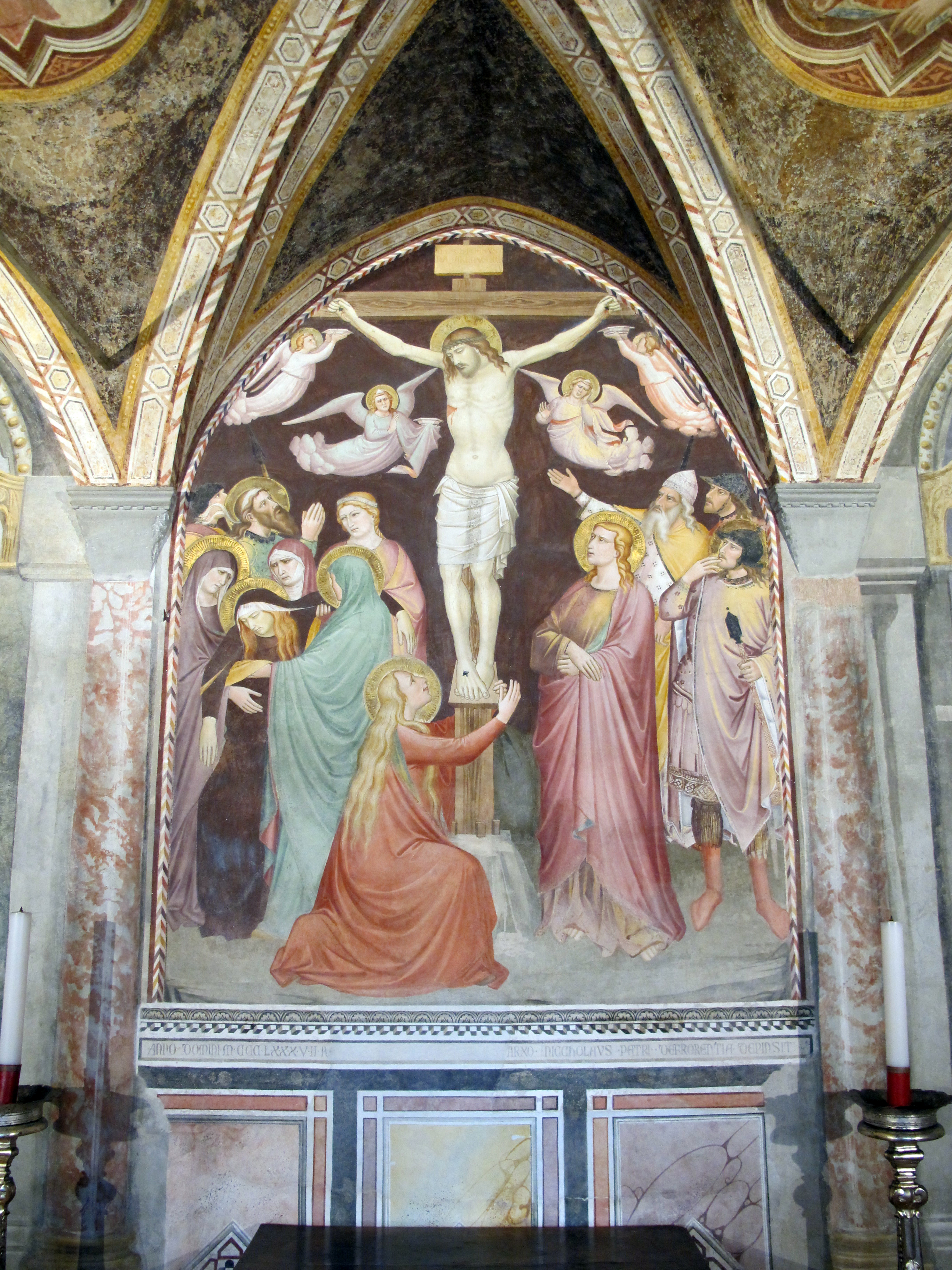
Niccolò Gerini, Crocifissione
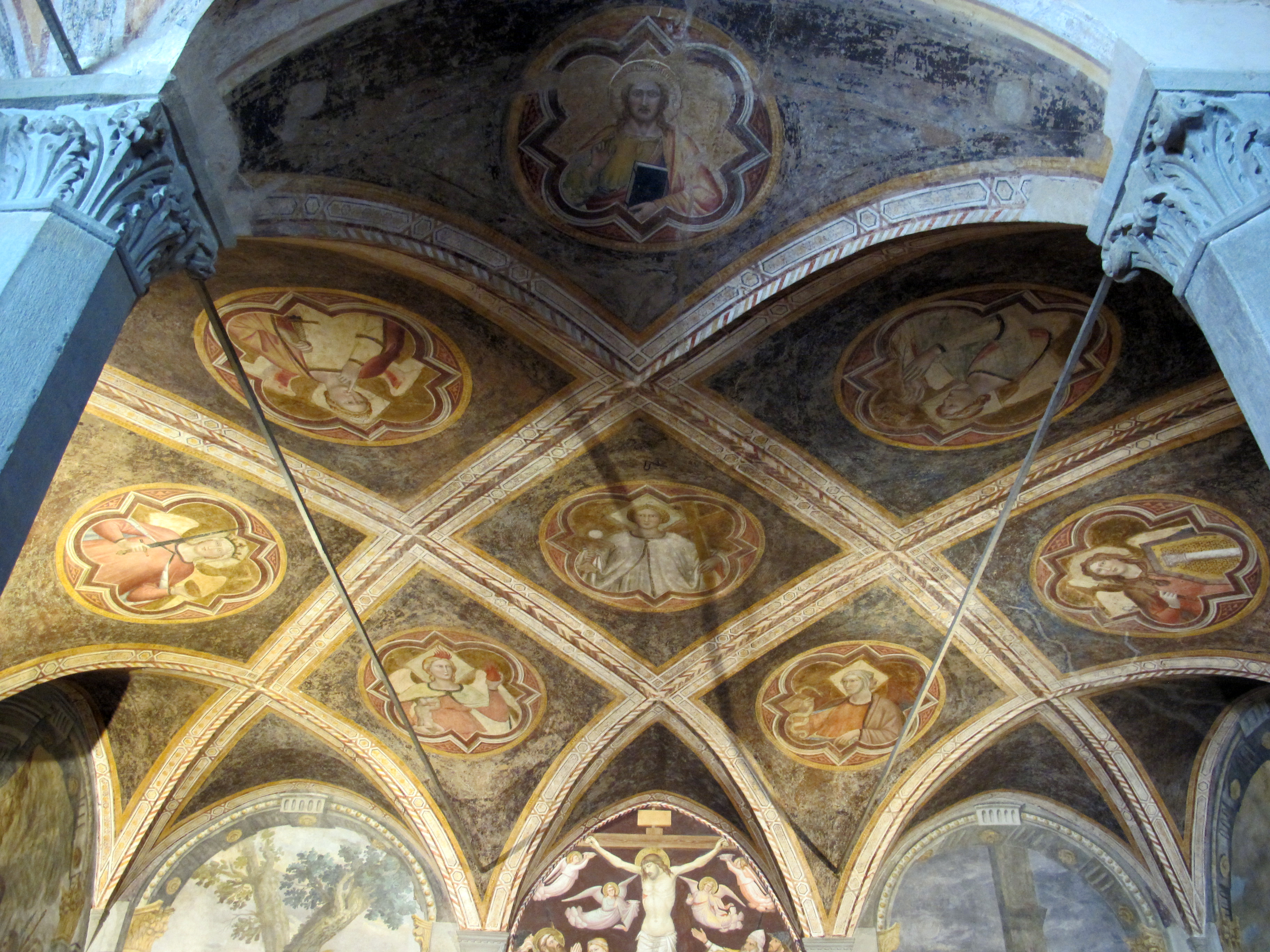
Niccolò Gerini, Virtù
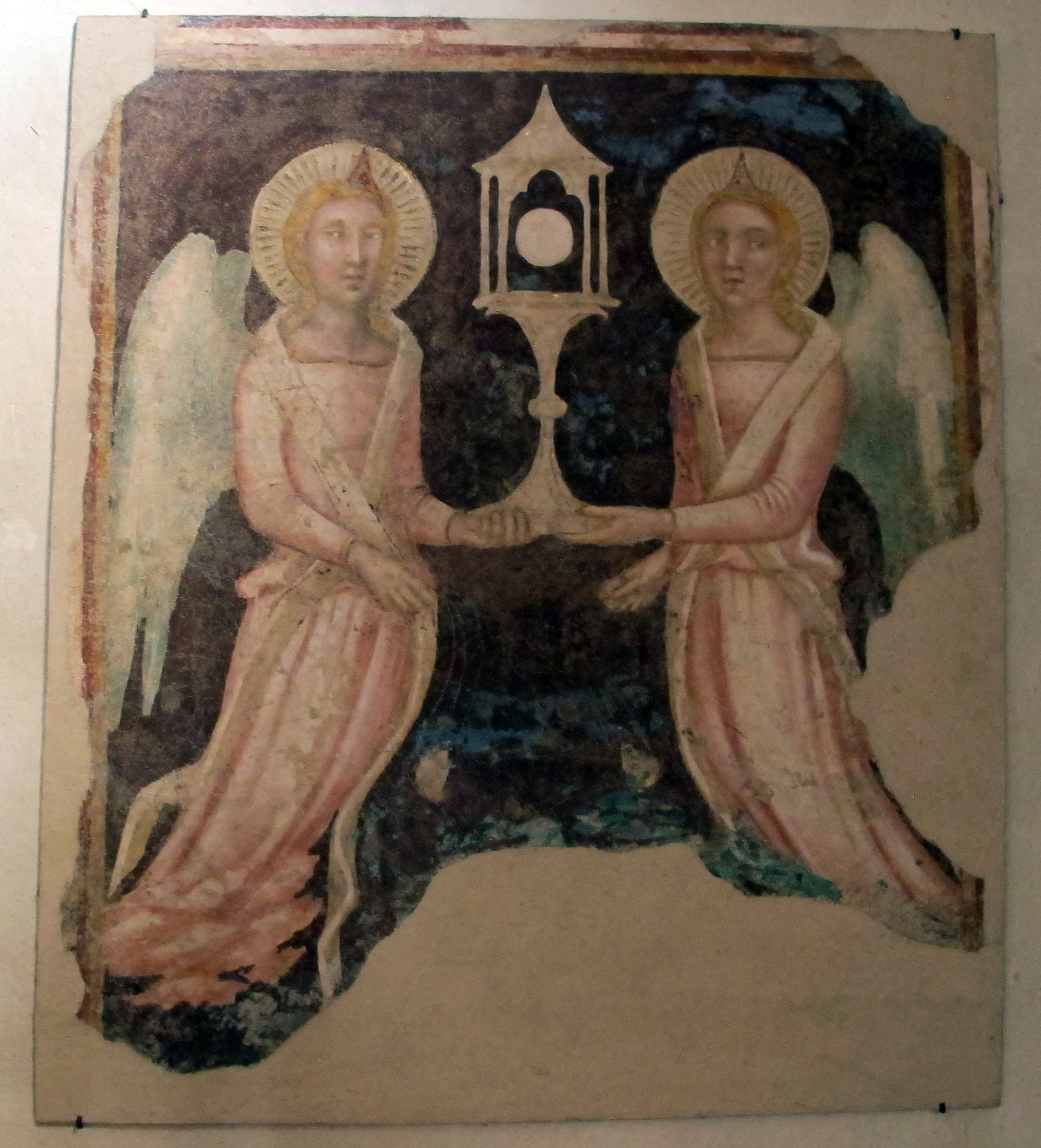
Scuola di Niccolò Gerini, Angeli con ostensorio
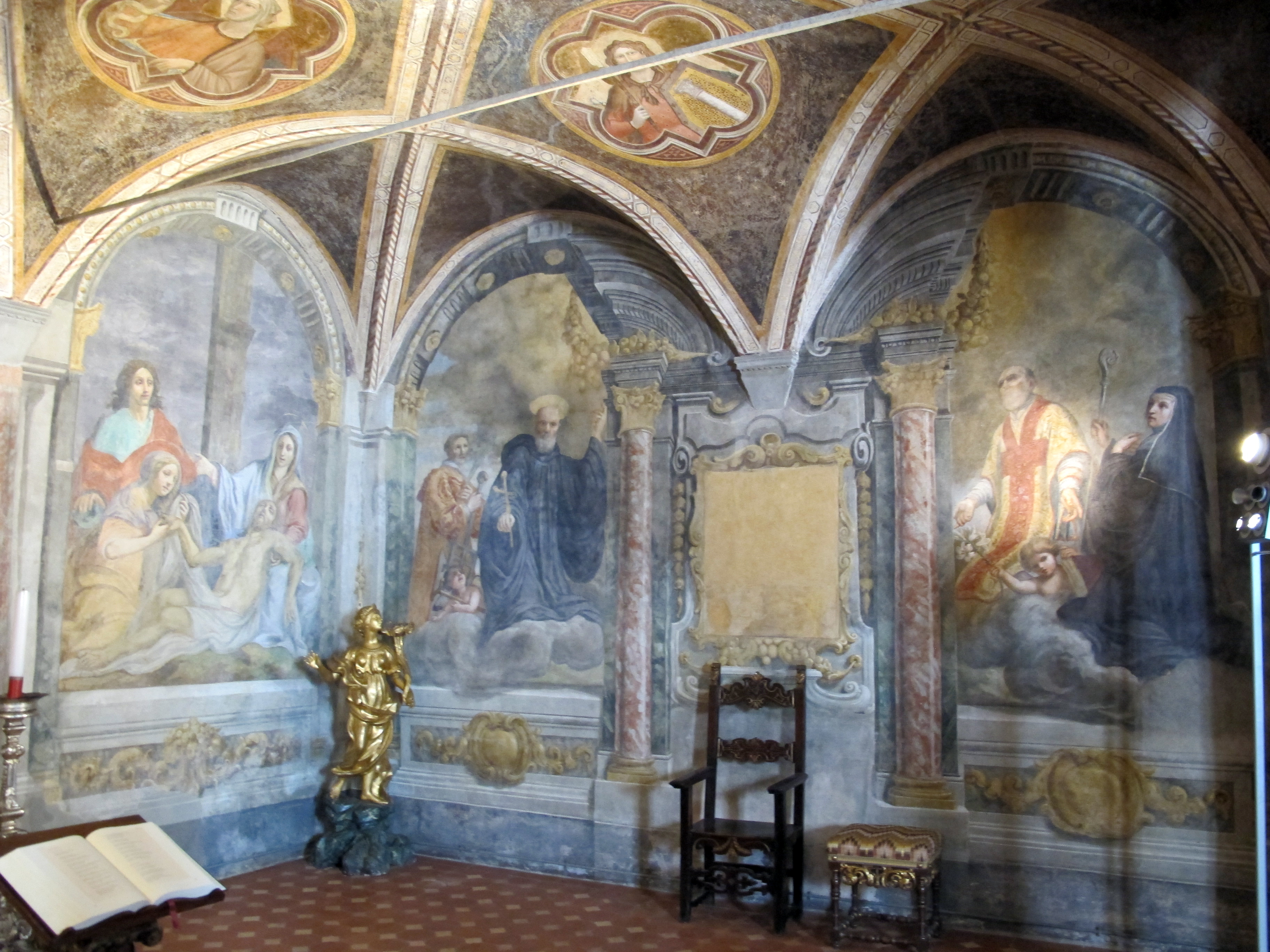
Affreschi di Cosimo Ulivelli sulle pareti est e sud

## Opere già in Santa Felicita
- Sandro Botticelli (attr.), Madonna del Mare, oggi nella Galleria dell'Accademia a Firenze.[20]